# Celebración del IV Centenario del Descubrimiento de América

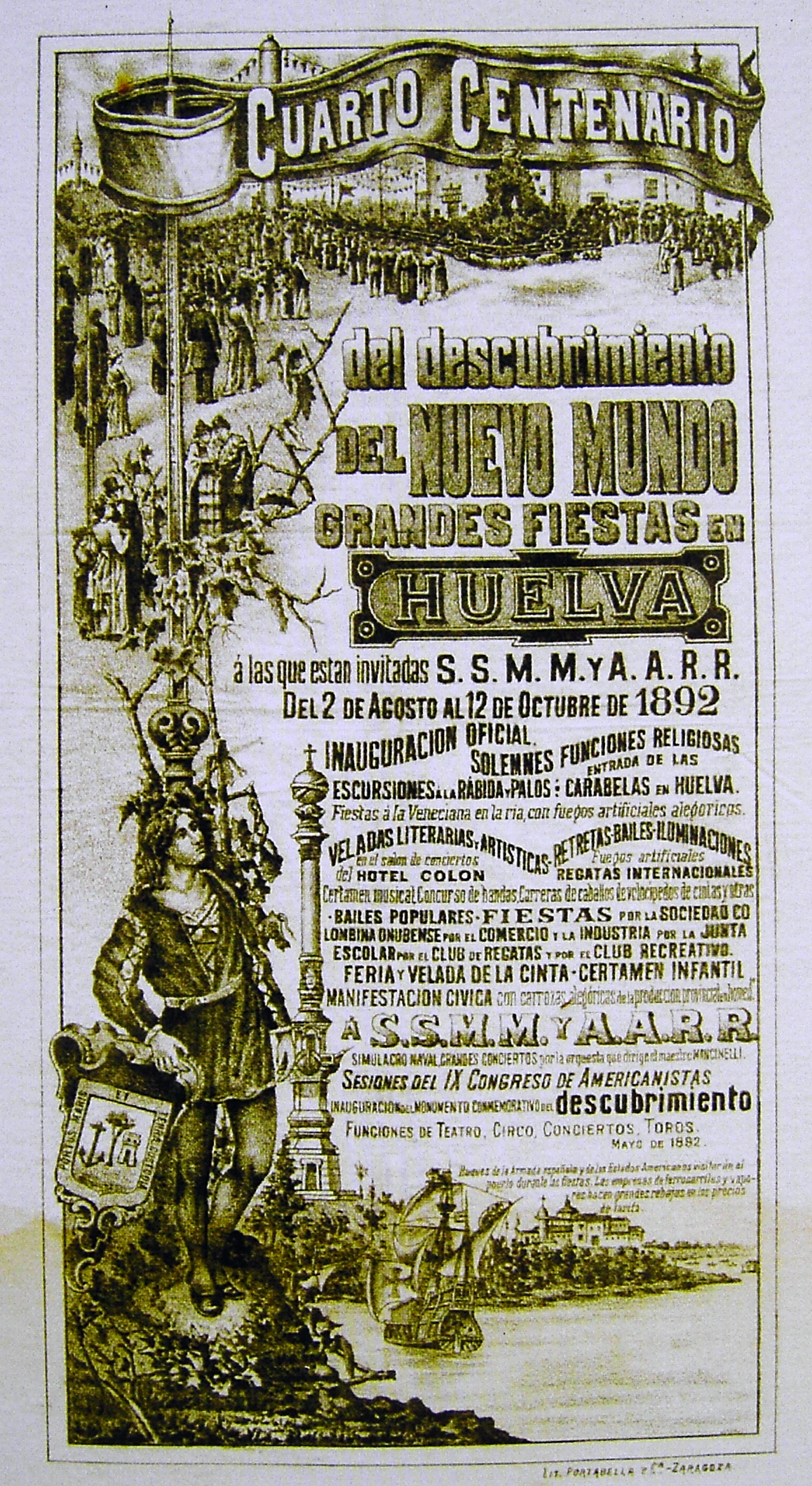
Cartel anunciador Grandes fiestas colombinas en Huelva de 1892, en conmemoración al IV Centenario.

Las celebraciones por el IV Centenario del Descubrimiento de América fueron una serie de eventos destinados a conmemorar el primer viaje de Colón a América en 1492 y la importancia de este hecho en la historia universal. Se abordó la conmemoración de este hecho histórico tanto en Europa como en América, pero incidiendo cada país en un aspecto de los acontecimientos, tales como la figura del propio Cristóbal Colón, la evangelización de América o aspectos culturales americanistas. También se puso en valor la figura y el papel de los marineros andaluces en ese primer viaje. Durante esas fechas se acuñaron medallas conmemorativas, se realizaron congresos humanistas y literarios relacionados con el mundo hispanoamericano y se edificaron diferentes monumentos.
En 1888 se celebró la Exposición Universal de Barcelona, que contó con un monumento a Colón. En 1892 hubo diversos actos conmemorativos en España. Entre los eventos más importantes están la inauguración de un monumento a Colón y de las exposiciones históricas de Madrid, la restauración del Monasterio de Santa María de la Rábida e inauguración del monumento al IV Centenario del Descubrimiento de América en Palos de la Frontera (Huelva), el IX Congreso Internacional de Americanistas y la presencia de barcos de diversos países en Sevilla y Cádiz para ir posteriormente a Huelva. En estas exhibiciones navales hubo réplicas de la Niña y la Pinta, construidas en Barcelona por los Estados Unidos, y la Santa María, construida en San Fernando por el gobierno español.
En Génova, Italia, se celebró la Exposición Italoamericana, con la participación de los Estados Unidos.
En Nueva York hubo un desfile histórico organizado por españoles e italianos el 12 de octubre. Las tres carabelas, junto a barcos de otras naciones, estuvieron presentes en una Revista Naval en Nueva York en 1893. Posteriormente, estos tres barcos fueron a la Exposición Mundial Colombina de Chicago.
Con motivo del IV Centenario, el papa León XIII redactó la encíclica Quarto abeunte saeculo donde ensalzó la figura de Cristóbal Colón y la importancia del Descubrimiento de América.

## España

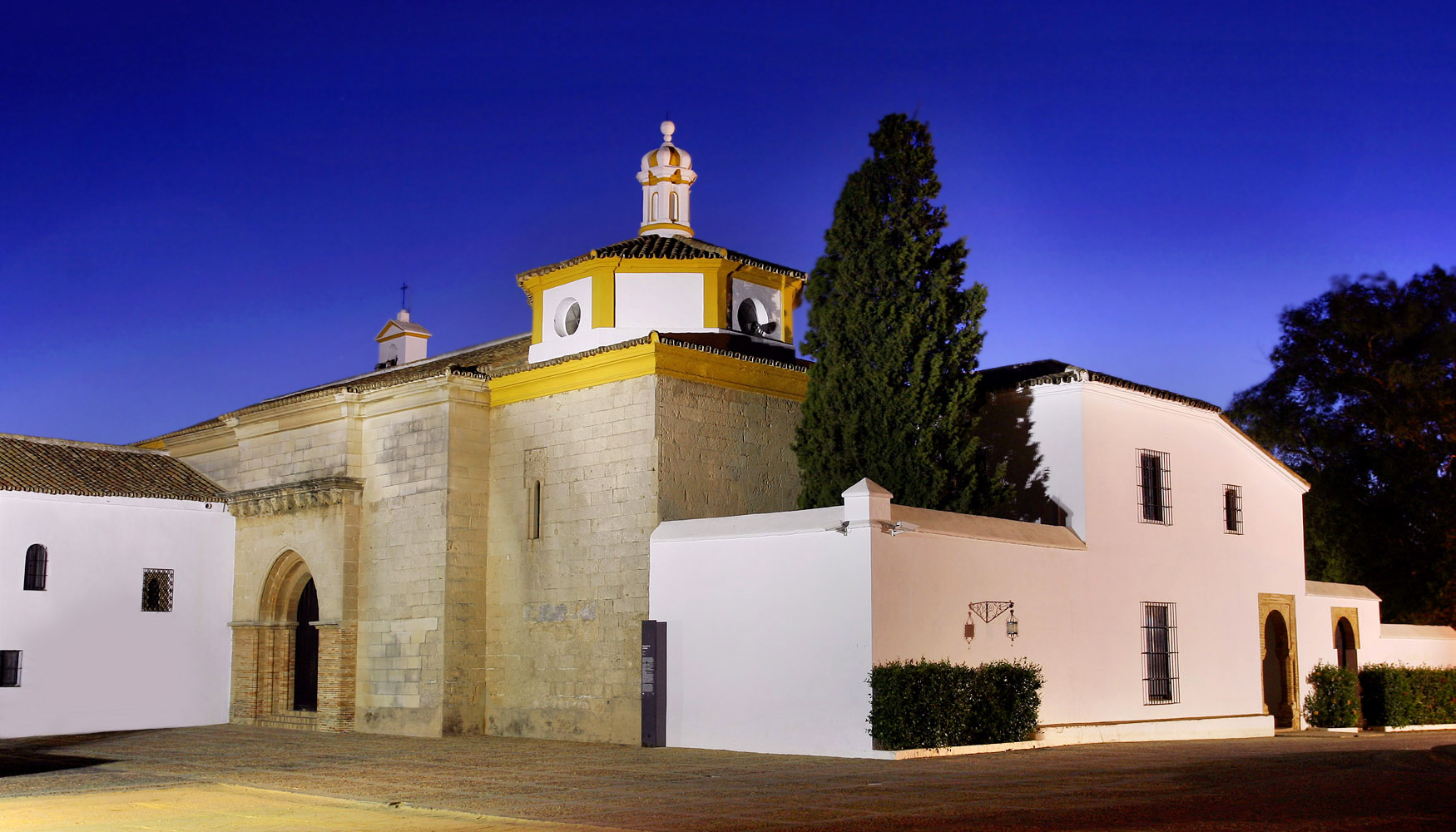
Monasterio de La Rábida, Palos de la Frontera (Huelva), epicentro de las celebraciones españolas.

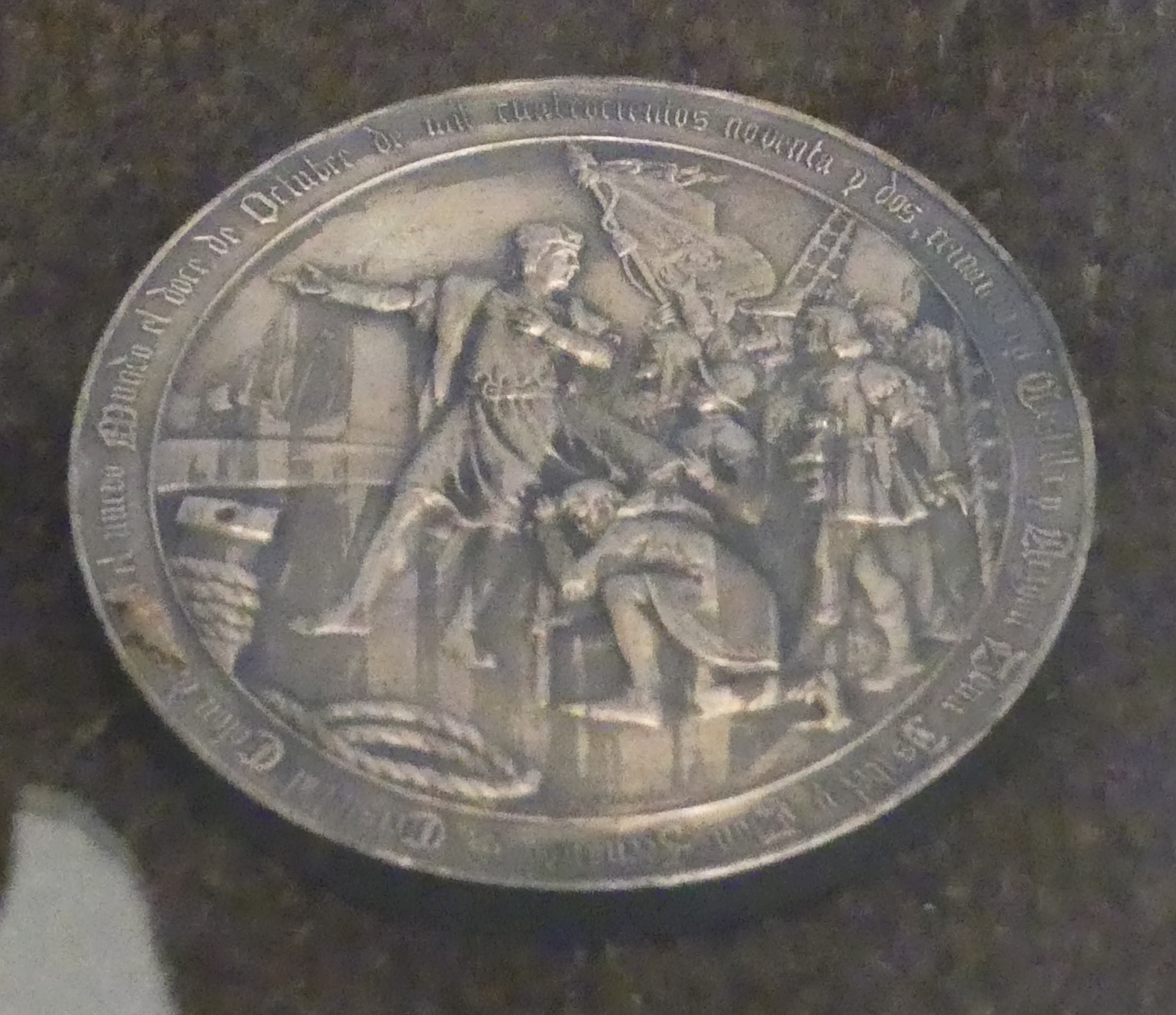
Medalla conmemorativa española. Museo Histórico Militar de Sevilla.

Entre 1881 y 1892 aumentaron los estudios sobre América de la Real Academia de la Historia. Aparecieron las publicaciones americanistas La América (1857-1874; 1879-1886), La Unión Iberoamericana (1886-1926) y La ilustración española y americana (1869-1921); y la sección La España Moderna (1889) de la Revista Ultramarina. En 1885 se fundó la Unión Iberoamericana, para mejorar las relaciones comerciales. Tuvo filiales en México, Quito, Caracas y Río de Janeiro. A finales del siglo XIX se crearon Academias de la Lengua Española en Colombia (1871), Venezuela (1883), Chile (1885), Perú y Guatemala (1887).
En 1880 se fundó la Real Sociedad Colombina Onubense. Desde 1882, ha celebrado en agosto las Fiestas Colombinas. Entre 1886 y 1887 anunció, como uno de los temas de sus concursos literarios, el proyecto de fiestas para la celebración del IV Centenario.
En el IV Congreso Internacional de Americanistas, celebrado en Madrid en 1881, se acordó la celebración del IV Centenario del Descubrimiento, con la participación del marino e historiador americanista Cesáreo Fernández Duro.
El Monasterio de Santa María de la Rábida, declarado Monumento Nacional por Real Orden de 23 de febrero de 1856, fue visitado en 1882 por el rey Alfonso XII.
Siendo presidente Práxedes Mateo Sagasta, por Real Decreto del 28 de febrero de 1888 se creó una comisión para esta conmemoración. Esta contó con el XIV duque de Veragua como presidente, Juan Valera y Juan Facundo Riaño como secretarios y más de medio centenar de vocales entre los que había gente del mundo militar, del ámbito de la cultura y, en menor medida, de la Iglesia, los tribunales y las cámaras de comercio. La comisión realizó los proyectos de la creación de un monumento escultórico en Granada y un arco del triunfo en Barcelona y un certamen internacional para la realización de un trabajo sobre el Descubrimiento.
Entre 1881 y 1885 se construyó el Monumento a Colón de Madrid. El conjunto fue diseñado y construido por Arturo Mélida, aunque la estatua del almirante fue realizada por Jerónimo Suñol. Fue inaugurado el 12 de octubre de 1892.
En 1882 el ministro de Marina, promovió un Real Decreto para que se levantase una estatua a Colón en el Arsenal Militar de Cartagena. Esta fue encargada al escultor santiagués Juan San Martín y Serra, que la realizó en mármol de Carrara en Génova por 60 000 reales de vellón. La estatua fue embarcada en el vapor francés Bartia, que la llevó a Marsella, donde fue trasladada al vapor español San Agustín. Desembarcó en el Arsenal de Cartagena el 26 de agosto de 1883. La estatua fue situada en 1921 en el Paseo de Alfonso XII.
En la Exposición Universidad de Barcelona de 1888 se inauguró, el 1 de junio, un monumento a Colón. A la inauguración acudieron la reina regente María Cristina de Habsburgo-Lorena, el rey Humberto I de Italia y el presidente de los Estados Unidos, Grover Cleveland.
Entre 1889 y 1890 se reunió en Washington D. C. la I Conferencia Panamericana. El 18 de abril de 1890 adoptó una resolución que decía:

En homenaje a la memoria del inmortal descubridor de América y en gratitud de los inmensos servicios prestados a las civilizaciones y a la humanidad, la conferencia se asocia a las manifestaciones que se hagan en su honor con motivo del IV Centenario del Descubrimiento de América

En 1875 se había celebrado el I Congreso Internacional de Americanistas en Nancy, Francia. Posteriormente, se celebraron ediciones de este congreso en: Luxemburgo (1875), Bruselas (1879), Madrid (1881), Copenhague (1883), Turín (1886), Berlín (1888) y París (1890). El gobierno español quiso que el IX Congreso Internacional de Americanistas, de 1892, se celebrase en Huelva. En febrero de 1890 fue a Huelva un grupo formado por el ministro de Fomento Santos Isasa y Valseca, el ministro de Ultramar Antonio María Fabié y el director general de Obras Públicas, Mariano Catalina, para la restauración del Monasterio de Santa María de la Rábida y para la construcción de un monumento.
En julio de 1890 llegó a la presidencia Antonio Cánovas del Castillo. Este quiso que la conmemoración se basara en exposiciones y congresos culturales.
La comisión solo había contemplado hasta entonces actos conmemorativos en Madrid, Granada, Barcelona y Valladolid. Madrid, por ser la capital de España, terminó acogiendo una intensa programación cultural. Granada fue la ciudad con la que se finalizó la Reconquista en 1492, antes de que los Reyes Católicos financiaran el Primer Viaje de Colón, y en la localidad granadina de Santa Fe se firmaron las Capitulaciones de la expedición. Barcelona porque Colón, al regresar del Primer Viaje, fue a encontrarse con los Reyes Católicos al Monasterio de San Jerónimo de la Murtra de la ciudad barcelonesa de Badalona. Valladolid, por su parte, fue la última ciudad que visitó Colón, cuando fue a una audiencia con Fernando el Católico.
La Junta Directiva organizó en Madrid la Exposición Histórico-Americana y la Exposición Histórico-Europea, que se celebraron entre el 12 de septiembre y el 31 de diciembre de 1892 en el Palacio de Biblioteca y Museos Nacionales. En ellas participaron: Bolivia, Perú, Costa Rica, Uruguay, Argentina, República Dominicana, Guatemala, Ecuador, Nicaragua, México, Colombia, Estados Unidos, Dinamarca, Portugal, Suecia, Noruega y Alemania. Aparte de las salas dedicadas a estos países, España puso una sala dedicada a minería, otra de la época precolombina, otra de la época postcolombina, otra de documentos sobre el Nuevo Mundo, otra dedicada al Ayuntamiento de La Habana y otra dedicada a Filipinas. Entre el 4 de mayo y el 30 de junio de 1893 se celebró la Exposición Histórico-Natural y Etnográfica en el mismo palacio.
El 10 de noviembre llegaron a Madrid el rey de Portugal, Carlos I, y su esposa Amelia. Fueron recibidos en la Estación del Mediodía por la reina regente María Cristina y la infanta Isabel. Se alojaron en el Palacio Real de Madrid. El 11 de noviembre María Cristina, Carlos I y Amelia visitaron las exposiciones históricas. Carlos I y Amelia regresaron a Lisboa el 17 de noviembre.
En 1895 se inauguró en el Palacio de Biblioteca y Museos Nacionales el Museo Arqueológico Nacional y en 1896 la Biblioteca Nacional de España.
Atendiendo al hecho de que Cristóbal Colón y su hijo Diego estuvieron en el franciscano Monasterio de Santa María de la Rábida, en Palos de la Frontera y Moguer (Lugares Colombinos), buscando los apoyos necesarios para realizar el viaje descubridor, Cánovas era partidario de dar un mayor protagonismo a la provincia de Huelva en el IV Centenario. Por esto, la Sociedad Colombina Onubense le nombró socio protector el 5 de noviembre de 1890.
El 9 de enero de 1891 se promulgó el Real Decreto de la Junta Directiva del Centenario. El preámbulo dice:

es imposible desconocer que Huelva, con su inolvidable aunque modestísimo Monasterio de Santa María de la Rábida y su vecina playa, más bien Puerto de Palos de Moguer, donde Colón halló asilo, alientos, recursos y hombres que le acompañasen y secundasen, partiendo de allí asimismo las primeras naves que directamente arribaron al Nuevo Mundo merece de parte del gobierno singular atención.

El 11 de enero de 1891 Cánovas constituyó la Junta Directiva en Madrid, presidida por él mismo y con un miembro de la comisión, Joaquín Jovellar y Soler, como vicepresidente. Esta tendría cuatro secciones: la encargada de la exposición americana y de negociaciones de carácter internacional, presidida por el duque de Tetuán; la de obras y exposición del trabajo, presidida por Santos de Isasa; la de organización del IX Congreso Internacional de Americanistas y de la participación de las Antillas, presidida por Antonio María Fabié; y la de relaciones generales, presidida por Joaquín Jovellar Soler. También participaron en la junta el historiador Fernández Duro, Segismundo Moret, Antonio Sánchez Moguel, Juan Valera, Emilia Pardo Bazán, Marcelino Menéndez Pelayo y Emilio Castelar, entre otros.
Cánovas situó en la provincia de Huelva las conmemoraciones del 3 de agosto, aniversario de la partida de las tres carabelas, y del 12 de octubre, aniversario de la llegada a América.
La restauración del Monasterio de la Rábida fue realizada por el arquitecto Ricardo Velázquez Bosco, que supo respetar el ambiente y el espíritu del edificio original. Velázquez Bosco realizó también un monumento, cerca del monasterio, en un terreno donado por Carlos María Fitz-James Stuart y Palafox, duque de Alba.
La Junta Directiva programó una serie de eventos para los que asistiesen al IX Congreso Internacional de Americanistas: excursiones a Palos de la Frontera y al Monasterio de Santa María de la Rábida (donde fue la inauguración del congreso), a las minas de Riotinto y Tharsis, espectáculos de música y bailes regionales, almuerzos, etcétera.
Cristóbal Colón residió en el Monasterio de la Cartuja de Sevilla. La ciudad fue sede de la Casa de la Contratación de Indias desde 1503, por lo que se consideraba "puerto y puerta de las Indias". El Cuarto Viaje de Colón partió de Sevilla en 1504. Su hijo, Hernando Colón, tuvo su casa en la capital hispalense y donó su biblioteca a la Catedral de Sevilla, siendo este el origen de la Biblioteca Colombina. 
En 1891 el Ateneo de Sevilla empezó a realizar actividades relacionadas con el Descubrimiento. En febrero de 1891 aprovecharon la estancia en la ciudad del ministro de Ultramar Antonio María Fabié para invitarle a una charla, en la que se habló de la participación de Sevilla en el IV Centenario. En marzo de 1891 el Ateneo y el Ayuntamiento de Sevilla organizaron un certamen literario cuyo segundo tema era la salida de Cristóbal Colón del Puerto de Palos de la Frontera en agosto de 1492. En el jurado estaban Amante Laffón, Carlos Jiménez Placer, Javier Lasso de la Vega, José de Villa y Rodríguez y Luis Montoto y Rautenstrauch. El premio, que eran dos pequeñas estatuas de Cristóbal Colón y Hernán Cortés, fue entregado por el ministro de Ultramar a José Gestoso y Pérez por su obra Ipso laudabitus en el Salón de Embajadores del Real Alcázar. En marzo de 1892 el Ateneo realizó otro certamen literario, sin temática americanista, pero el premio fue entregado el 27 de abril en el Archivo General de Indias. En agosto de 1892 organizó un certamen científico-literario por el IV Centenario. Los participantes podían tratar el tema del origen de la Casa de Contratación de Indias y del Archivo General de Indias, realizar una poesía dedicada a la Unión Iberoamericana o escribir un romance descriptivo del Cuarto Viaje de Colón a las Indias. Se creó un jurado para los trabajos en prosa, en el cual estaban Antonio Andrade y Navarrete, Francisco Pagés, Joaquín Fernández Prida, Manuel Sales y Ferré y Siro García del Mazo, y otro para los trabajos en verso con Amante Laffón, José Lamarque de Novoa, José de Velilla, Luis Montoto y Manuel Cano y Cueto. La entrega de premios fue en octubre de 1892.
Un grupo de miembros de Ateneo de Sevilla realizó una excursión de dos días, entre el 2 y el 3 de julio de 1892, dirigida por el presidente honorario de aquella institución, Manuel Sales y Ferré, a Huelva, Palos de la Frontera y su Monasterio de Santa María de la Rábida, Moguer y Niebla.
Los miembros del Ateneo de Sevilla realizaron trabajos sobre temas americanistas. A mediados del marzo el jurista y catedrático Joaquín Fernández Prida trató el tema El Derecho de la conquista en marzo de 1891. Manuel Sales y Ferré trató el tema Los precursores de Colón el 20 de octubre y el 8 de noviembre de 1891. Salvador Calderón y Arana trató el tema Las razas americanas el 6 y el 13 de febrero de 1892. El 20 de febrero Feliciano Candau Pizarro trató el tema Artes e industrias de los primitivos mejicanos. El 27 de febrero Manuel Medina trató el tema Geografía zoológica americana. A finales de marzo Juan Díaz del Moral trató el tema Estado político de los primitivos mejicanos. El 15 de abril Eduardo Reina y García Pego trató el tema Colonización de los pueblos europeos en América. A mediados de julio Joaquín Cuevas realizó una conferencia sobre Juan de la Cosa.
Cuando Simón de la Rosa y López, bibliotecario de la Biblioteca Colombina de Sevilla, fue nombrado miembro de la Real Academia Sevillana de Buenas Letras en junio de 1891, realizó el discurso Libros y autógrafos de D. Cristóbal Colón. A finales de 1891 la Academia de Buenas Letras acordó la realización de un certamen literario sobre Colón y el Descubrimiento. También propusieron que el Ayuntamiento pusiera a la calle Colón el nombre de Hernando Colón y que pusiera Cristóbal Colón a un nuevo sitio. A mediados de 1892 el proyecto del certamen literario pasó a tener la colaboración del Ayuntamiento de Sevilla. El tema del certamen literario fue Hasta qué punto y de qué modo tuvo parte Sevilla en el Descubrimiento del Nuevo Mundo, e influencia de tan gran suceso en la ciudad que fue centro de la Contratación de Indias. El premio era de 1 000 pesetas y los trabajos debían ser entregados antes del 1 de octubre de 1892. En septiembre de 1892 el Ayuntamiento nombró a la calle Colón como calle Hernando Colón y se pasó a llamar Paseo de Cristóbal Colón al Paseo de la Marina. En el Paseo de Cristóbal Colón se encuentra la Torre del Oro.
El Ayuntamiento de Sevilla solicitó a la Academia de Buenas Letras un Himno a Colón que, junto con el Himno a los Reyes Católicos, serían leídos en las celebraciones del IV Centenario. El encargado del himno fue José de Velilla y Rodríguez.

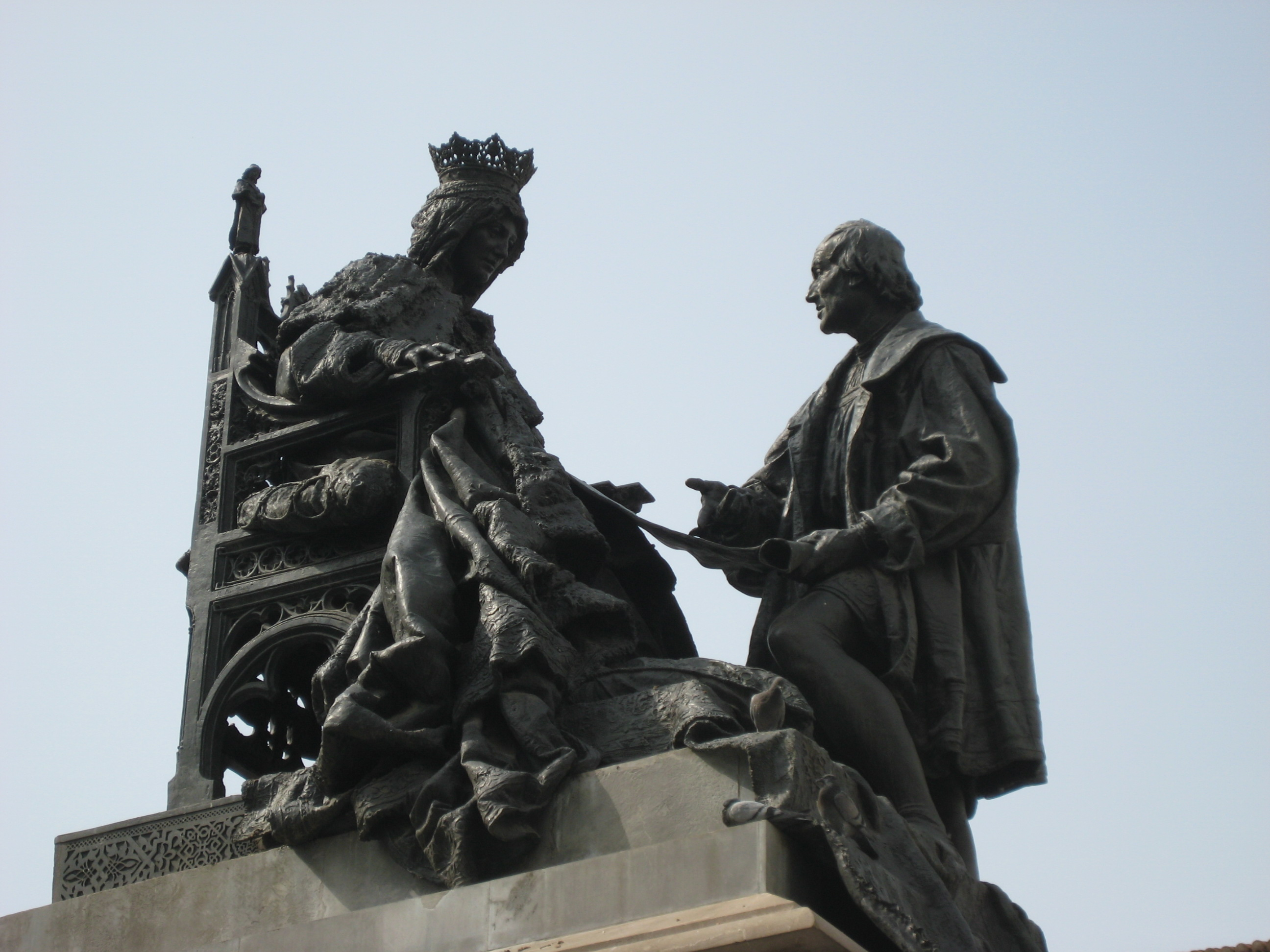
Monumento a Isabel la Católica y Cristóbal Colón. Plaza de Isabel la Católica. Granada.

Cánovas, presidente de la Junta Directiva, encargó el monumento de Granada a Mariano Benlliure, que lo realizó en Roma. El monumento tiene un gran pedestal, donde se encuentran las estatuas de Isabel la Católica y Cristóbal Colón. En los laterales del pedestal se encuentran dos relieves que representan la Toma de Vélez-Málaga y la firma de las Capitulaciones de Santa Fe. La primera piedra del monumento se colocó a finales de junio de 1892. Mariano Benlliure envió las esculturas a finales de agosto. El monumento estaba finalizado en octubre de 1892.
La Junta Directiva acordó la construcción de réplicas de las tres carabelas. Los Estados Unidos sufragaron el coste de las réplicas de la Niña y la Pinta, que fueron construidas en los Astilleros de Thomas Haynes de Barcelona, y España sufragó el coste de la Santa María, que fue construida en el Arsenal de la Carraca de San Fernando (Cádiz). Para la creación de la Santa María se escogió a una Junta de Oficiales y Académicos, presidida por Casimiro Bona, que envió los planos a Cádiz en febrero de 1892. La Santa María fue llevada en junio de 1892 al muelle de San Fernando, donde fue dotada de arboladura y artillería. Se decidió que iría luego al Puerto de Cádiz y luego al Puerto de Huelva. Tras permanecer allí durante las celebraciones del verano, regresaría a Cádiz, donde se uniría a la Pinta y a la Niña. Las tres se trasladarían luego a Huelva y, desde ahí, irían juntas a Nueva York a participar en la Revista Naval organizada por los Estados Unidos.

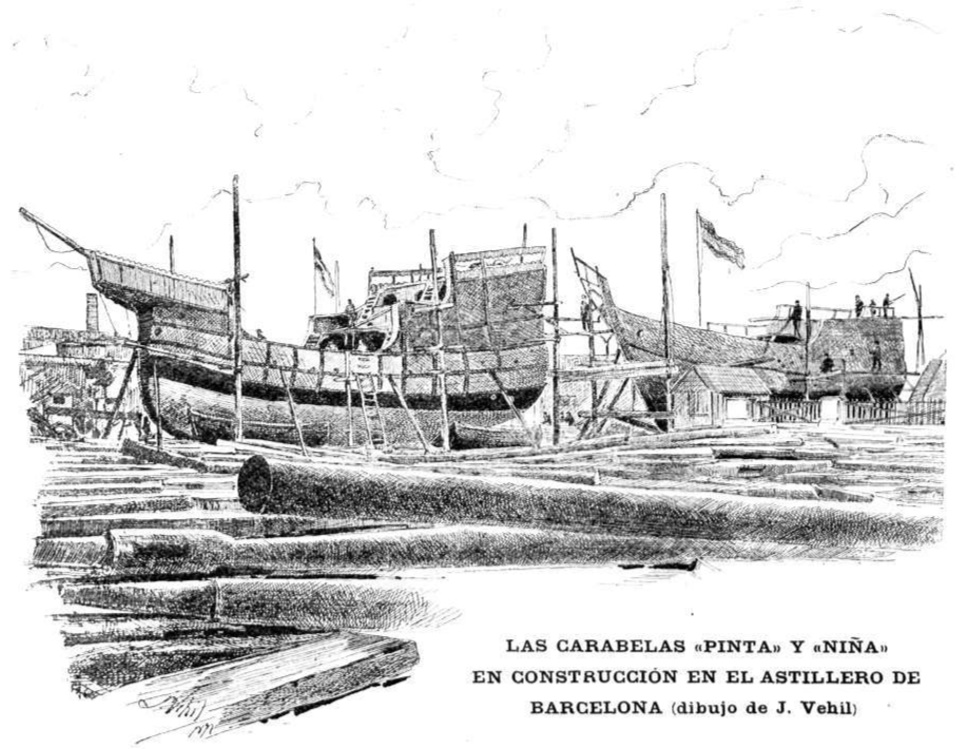
Construcción de las réplicas de la Niña y la Pinta en Barcelona en 1892. Revista La Ilustración Ibérica.

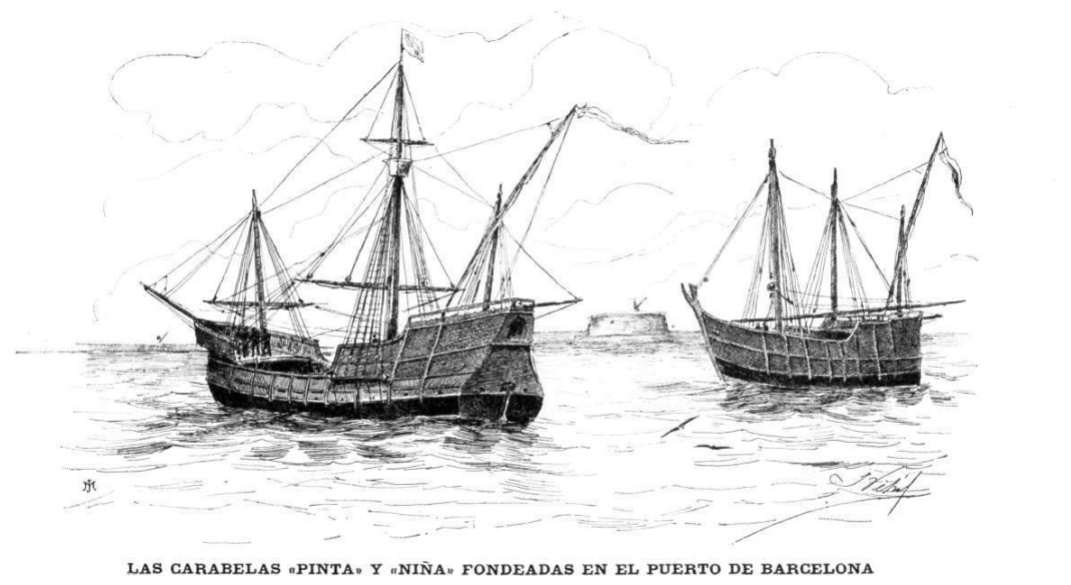
Las réplicas de la Niña y la Pinta en el Puerto de Barcelona. Revista La Ilustración Ibérica.

Las réplicas de las carabelas Niña y Pinta fueron diseñadas por Rafael Monleón y Torres y realizadas por Miguel Cardona. Su construcción finalizó a finales de agosto de 1892. Permanecieron en el Puerto de Barcelona hasta octubre. A comienzos de ese mes, las dos carabelas estaban acompañadas por una escuadra española, con el Pelayo, una escuadra inglesa, con el Nile, y un crucero de los Estados Unidos.

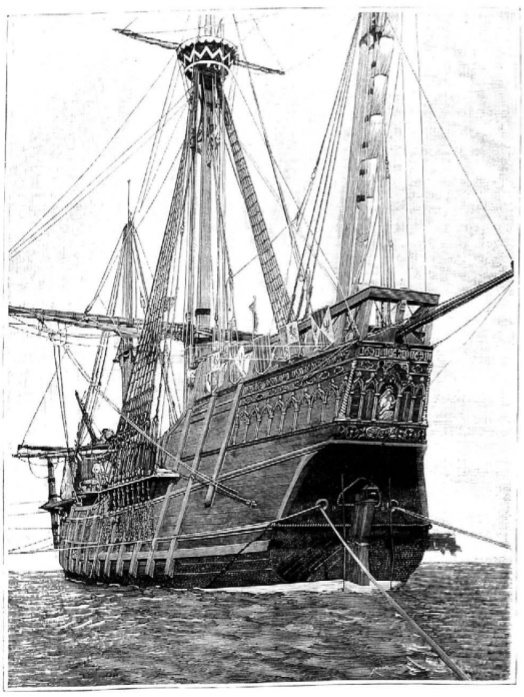
La réplica de la Santa María en San Fernando. Revista La Ilustración Española y Americana. 1892.

El segundo viaje del almirante Cristóbal Colón partió de Cádiz en 1493 y el tercero de la localidad gaditana de Sanlúcar de Barrameda en 1498. La ciudad de Cádiz fue el lugar donde se celebraron las primeras Cortes democráticas en 1812, donde participaron diputados de los antiguos territorios españoles de Ultramar.
El Puerto de Cádiz fue escogido como la base de los barcos que llegasen para las celebraciones. A finales de julio se encontraban en él barcos españoles, franceses, ingleses e italianos. La Santa María llegó desde San Fernando remolcada por el barco de vapor Legazpi. El 31 de julio fue a Huelva, remolcada por el barco de vapor Joaquín de Piélago y escoltada por los siguientes navíos: el Legazpi, donde iba el ministro de Marina José María Beránger; el crucero Isla de Cuba, que remontaba la corbeta-escuela Nautilus; los cañoneros españoles Temerario y Cocodrilo; el crucero Isla de Luzón; el aviso francés Hirondelle; el crucero inglés Scout; los torpederos ingleses número 47 y 48; y el yate Mirror. El resto de los barcos del puerto gaditano fueron a Huelva el 2 de agosto.
Se juntó un total de 35 barcos. 6 barcos eran mercantes y 29 de guerra, 11 de los cuales eran españoles y 18 extranjeros, de Francia, Países Bajos, Austria, Gran Bretaña, Portugal, Italia, Estados Unidos, Argentina y México.
El día 1 de agosto de 1892 se celebró una misa en la plaza de San Pedro, tras la iglesia del mismo nombre, en la ciudad de Huelva. A esta asistieron el ministro de Marina, el capitán general de Andalucía, el gobernador militar de la provincia y una comisión de la Junta Directiva. En la misa se bendijo el nuevo estandarte del Ayuntamiento. Esa mañana llegó a la ciudad en el ferrocarril una delegación del Ayuntamiento de Sevilla con el pendón de San Fernando.
Por la noche hubo en el Hotel Colón de Huelva una velada organizada por la Sociedad Colombina. Realizaron discursos sobre Colón y el Descubrimiento el presidente de la Sociedad Colombina, José Sánchez Mora, y los miembros de la Junta Directiva Manuel Ortiz de Pinedo y Gaspar Núñez de Arce. En este acto, un jurado le otorgó un premio a Emilio Blanchet Bittón por su trabajo Estudio acerca de la población de América en general, expresando las inmigraciones y cambios operados en la misma desde los tiempos prehistóricos hasta la llegada de Colón a dicho continente y le otorgó un áccesit a Luis de Hoyos Sainz.
El 2 de agosto de 1892 comenzaron en Huelva las Fiestas Colombinas. La ciudad se encontraba engalanada y había bandas de música. A media tarde salió de la sede de la Diputación Provincial de Huelva un desfile con personas con trajes de época; músicos; representantes de Sevilla con el pendón de San Fernando y maceros; una persona portando el estandarte de la Casa de Medina Sidonia, escoltada por guardas de Doñana; y representantes de comisiones de la Junta Directiva, la Sociedad Colombina, los estudiantes, el Círculo Mercantil de Huelva, el clero, la Marina, el Ayuntamiento de Huelva y la Diputación Provincial de Huelva. También iba un pregonero, vestido de época, con un poema romance escrito por José María de Luna.
La noche del día 2 la Santa María zarpó para el Puerto de Palos de la Frontera, escoltada por el Legazpi y la lancha Cuervo, con el ministro de Marina, los representantes de las organizaciones allí presentes y de las delegaciones extranjeras, para la realización de una misa en la iglesia del Monasterio de la Rábida, donde se encuentra la Virgen de los Milagros. Fue oficiada el día 3 de agosto por el sacerdote de la empresa Rio Tinto Company Limited. En la Rábida sonó la Marcha Real Española. También se izaron la bandera de España y las de países americanos.
Tras esto, aquel 3 de agosto, todos los barcos salieron del Puerto de Huelva hasta altar mar, donde se encontraron con la Santa María, y se saludaron con salvas de los cañones.
El 4 de agosto hubo una función religiosa en la Catedral de la Merced de Huelva, que anualmente era celebrada por la Sociedad Colombina. A ella asistieron el ministro de Marina y representantes de las organizaciones y de las delegaciones extranjeras. Esta fue oficiada por el obispo católico de Gibraltar. Esa noche, se celebró un banquete y un baile en el Hotel Colón de Huelva, organizado por el ministro de Marina para los oficiales de los barcos extranjeros participantes. contando con la presencia del presidente del gobierno Antonio Cánovas del Castillo,
Fernández Duro y Mariano Catalina encontraron a una joven, hija de un marinero de Huelva, llamada Joaquina García Pinzón, que era descendiente de los hermanos Pinzón. Se la presentaron al ministro de Marina. Este le regaló una cantidad de dinero que, según contó, le sirvió para costear su traje de novia.
A finales de agosto de 1892, se colocó en Rota, provincia de Cádiz, una placa dedicada a Bartolomé Pérez, tripulante de la expedición descubridora, en la plaza que lleva su nombre.
El 23 de septiembre de 1892 la reina regente María Cristina promulgó un Real Decreto en San Sebastián, a propuesta del presidente Antonio Cánovas del Castillo, en el que se declaraba fiesta nacional el 12 de octubre de 1892, en conmemoración del Descubrimiento de América. Dicho Real Decreto fue firmado por SM la Reina en nombre de su hijo SM Alfonso XIII y en presencia del presidente del Consejo de Ministros el 12 de octubre de 1892 en el Monasterio de la Rábida, con motivo de su visita a Huelva, Palos de la Frontera y Moguer para la celebración de los actos del IV centenario del descubrimiento de América.

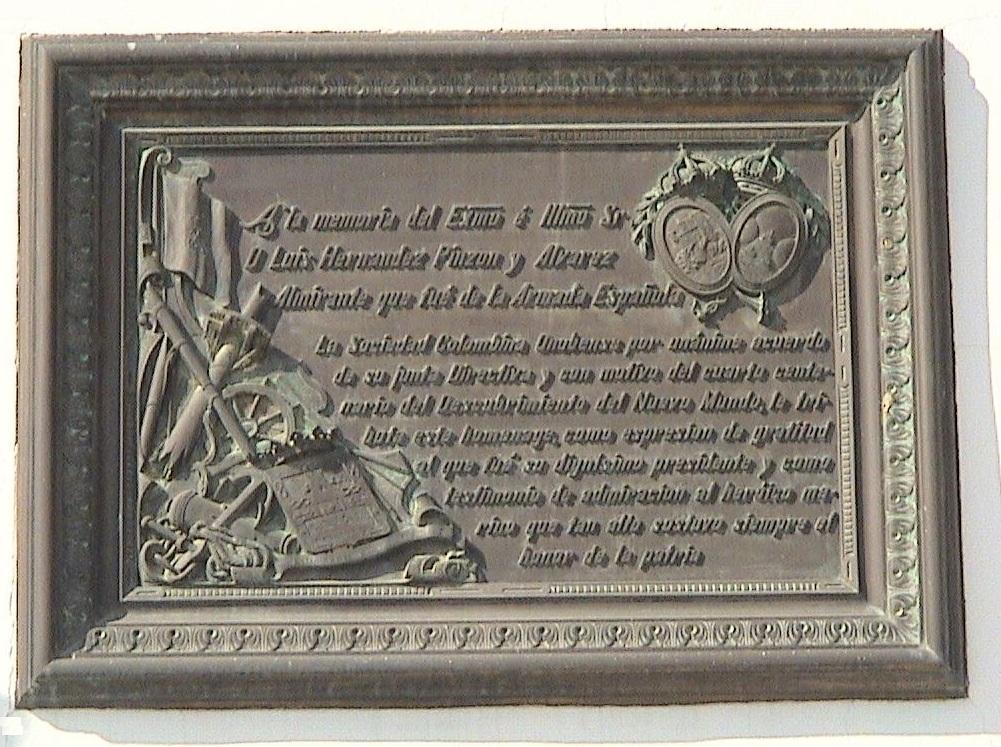
Placa homenaje de la Real Sociedad Colombina al almirante Luis Hernández-Pinzón.

El almirante Luis Hernández-Pinzón Álvarez, descendiente de los Pinzón, fue presidente de la Sociedad Colombina. Se le nombró vicepresidente segundo de la Junta Directiva y representante de la misma en Huelva el 13 de febrero de 1891. Participó en la organización de los actos conmemorativos, logrando que asistieran buques de muy diversos países. Falleció el 22 de febrero en su casa de Moguer. La Real Sociedad Colombina Onubense, entre las actividades celebradas en el IV Centenario, le homenajeó con el develado de una placa en homenaje póstumo.
Entre el 7 y el 11 de octubre de 1892 se celebró en Huelva el IX Congreso Internacional de Americanistas. Estuvo presidido por el ministro de Ultramar, Antonio María Fabié. Los congresistas se reunieron el 7 de octubre en el Hotel Colón de Huelva y luego fueron en barco a la ceremonia de inauguración, que tuvo lugar en el claustro del Monasterio de la Rábida. Dio un discurso el presidente del Gobierno, Antonio Cánovas, presidente honorario del evento, y luego dio otro discurso el obispo de Badajoz, franciscano. Posteriormente, se celebró un banquete en aquel entorno. Tras esto, regresaron en barco al Hotel Colón de Huelva, donde el día 8 empezaron las sesiones ordinarias. La última sesión fue presidida por la reina regente, María Cristina y sus hijos, el rey Alfonso XIII, la Princesa de Asturias, María de las Mercedes, y la Infanta María Teresa el 11 de octubre. celebrándose en su honor un banquete fiesta en el Hotel Colón.
Las celebraciones en Huelva de octubre de 1892 contaron con las reproducciones de las tres carabelas.
A finales de 1891 se anunció que la Familia Real haría un viaje por Andalucía con motivo del IV Centenario, en 1892. La reina regente María Cristina, Alfonso XIII, María de las Mercedes y Teresa visitaron Sevilla el 7 de octubre. El 8 de octubre llegaron a Cádiz, donde se les ofreció un Te Deum en la Catedral de la Santa Cruz.

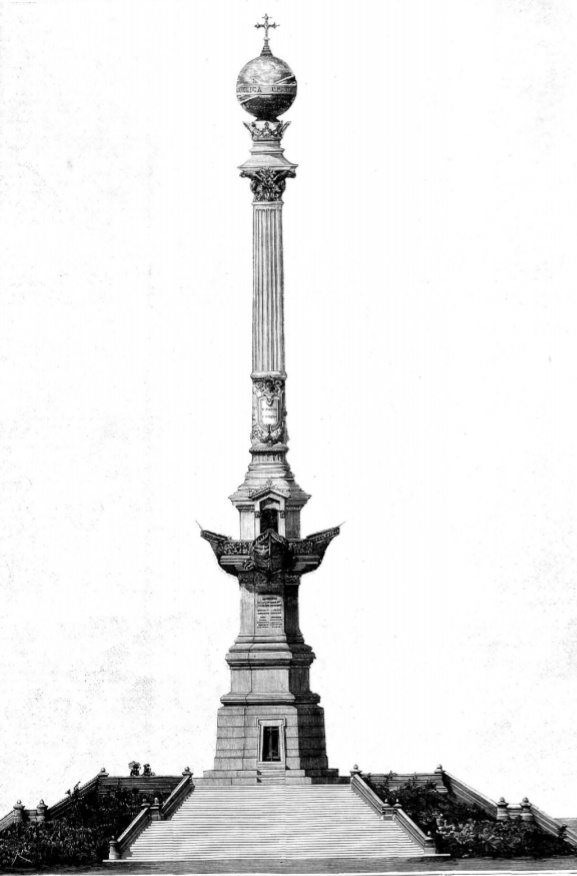
Monumento al IV Centenario, frente al Monasterio de la Rábida. Revista La Ilustración Española y Americana. 1892.

Llegaron al Puerto de Palos el día 10 de octubre en el crucero Conde de Venadito. Fueron escoltados por los siguientes barcos: Pelayo, Reina Regente, Victoria, Alfonso XII, Isla de Cuba, Isla de Luzón, Temerario y Cuervo, españoles; Bartolomé Díaz, portugués; Zaragoza, mexicano; Vesubio, Piamonte y Partenope, italianos; Amiral Baudin, Voutour y Dragon, franceses; Princes Wilhem, alemán; Amphion, inglés; Arzowas, ruso; Newark, estadounidense; Kaiser Franz Joseph, austro-húngaro; y los barcos mercantes Alfonso XIII, Montevideo, Cabo Silleiro, Miguel Sáenz, Santa María y María, de la Compañía Transatlántica. Fueron recibidos por una multitud del pueblo. Ese día salió de Huelva el Legazpi con el presidente Cánovas, miembros del cuerpo diplomático, diputados, el arzobispo de Sevilla Benito Sanz y Forés, miembros de la Diputación Provincial de Huelva y del Ayuntamiento de Huelva, tres frailes franciscanos, una comisión de la Sociedad Colombina y el gobernador de la provincia. Todos se reunieron en el Monasterio de la Rábida. En la iglesia del monasterio, el arzobispo de Sevilla cantó el Te Deum. La regente fue en el crucero a Huelva, donde rezó en la Iglesia de la Purísima Concepción y el arzobispo le otorgó una bendición, regresando de nuevo a la embarcación. Posteriormente, toda la Familia Real desembarcó y se desplazaron en carruajes a la sede de la Diputación Provincial de Huelva, donde estuvieron en una recepción con las autoridades locales civiles y militares y representantes de las comisiones del IV Centenario. Tras esto, se dirigieron a la plaza de la Merced, donde hubo un desfile con gente vestida de época, guardias civiles, gente representando la producción económica de la región, delegaciones municipales de Medellín, Lobón, Trujillo y Génova, representantes de la Diputación Provincial de Huelva, Félix Carazony. Luego María Cristina fue al Hotel Colón de Huelva, para presidir la última reunión del IX Congreso Internacional de Americanistas. Posteriormente, regresó al crucero. Aquella noche desembarcó para tomar el té en el Hotel Colón de Huelva. El día 12, el crucero con la Familia Real fue de nuevo al Monasterio de la Rábida. Fueron a la iglesia, donde estaban el arzobispo de Sevilla con el obispo de Lugo, Gregorio Aguirre García, y el obispo de Badajoz, Francisco Sáenz de Urturi, ambos franciscanos, y se cantó el Te Deum. Luego, fueron a una tribuna para la inauguración del monumento al IV Centenario. Allí, dio un discurso el presidente de la Sociedad Colombina. En otro discurso, el obispo de Lugo agradeció el compromiso por devolver el monasterio a los franciscanos.
Finamente, María Cristina firmó varios decretos: la concesión de algunas condecoraciones a los almirantes de las escuadras extranjeras y a varios diplomáticos americanos, la entrega del collar de la Orden del Toisón de Oro al duque de Veragua, el indulto de la pena de muerte a cinco reos y otros indultos de otras penas. A la mañana siguiente, el día 13, se dirigieron a Sevilla en el crucero.
A su llegada a Sevilla presenciaron un desfile militar, hubo una recepción y una función de gala. Estuvieron en la inauguración de escuelas costeadas por la Real Maestranza. La regente María Cristina visitó el 17 de octubre la Giralda, el 18 de octubre recibió a los obispos en la inauguración del III Congreso Católico Nacional Español en la Iglesia del Salvador y visitó la Fábrica de Tabacos, el 19 de octubre estuvo en una comida con niños huérfanos y pobres y el 25 de octubre visitó Santiponce e Itálica. La Familia Real tenía que hacer un viaje a Granada, pero Alfonso XIII enfermó y permanecieron en Sevilla, anulando el viaje. Esto provocó protestas populares en Granada. El 4 de noviembre se dirigieron a Madrid.
En 1889 se fundó el Real Club Recreativo de Huelva. El 9 de diciembre de 1891 acordó la construcción de un recinto para jugar al fútbol y para practicar el críquet y el ciclismo. Se construyó en unos terrenos cedidos por la compañía minera Rio Tinto Company Limited. Fue inaugurado el 13 de agosto de 1892. Los primeros partidos de fútbol se jugaron en este estadio en octubre de 1892. Este lugar, conocido como el Velódromo, fue la sede del Club Recreativo de Huelva. En 1957 se trasladaron al Estadio Colombino y en 2001 al Estadio Nuevo Colombino.
Para informar de sus actividades, la Junta Directiva publicó la revista ilustrada El Centenario con cuatro tomos: enero, abril y julio de 1892 y enero de 1893.
Las celebraciones en Huelva tuvieron apoyo, por ejemplo, de Francia (que creó un comité para su seguimiento), de México (que incluso envió un donativo de 200 pesos para ayudar a las celebraciones) y de Estados Unidos.

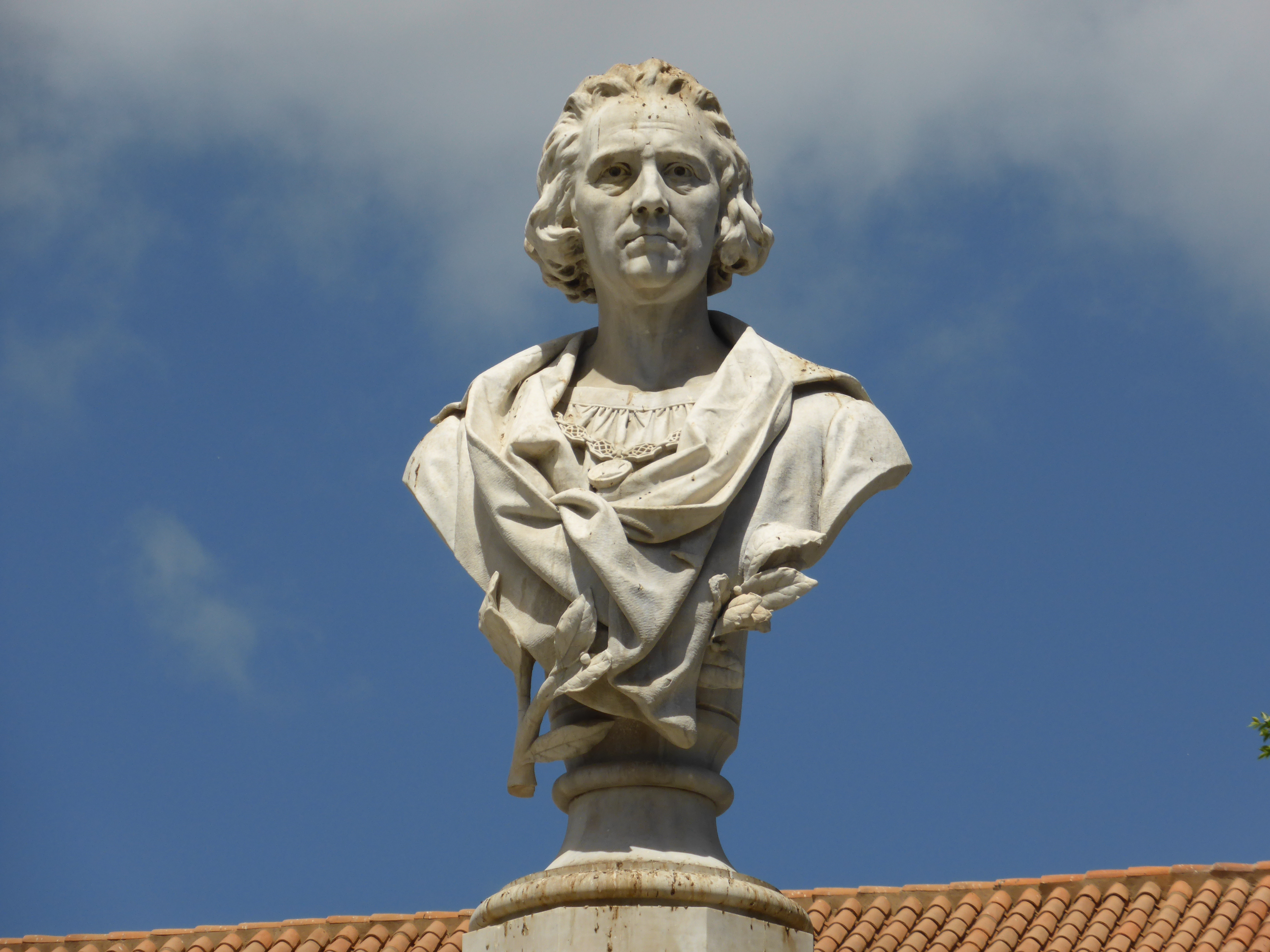
Monumento a Colón en Las Palmas de Gran Canaria.

Colón pasó por Gran Canaria en el primer viaje a América. El 13 de septiembre de 1892 se inauguró un monumento a Cristóbal Colón en la Alameda de Colón de Las Palmas de Gran Canaria, realizado por el genovés Paolo Triscornia di Ferdinando. El monumento fue transportado desde Italia en el barco de vapor Duca di Galiera. El capitán del barco donó las 1 500 pesetas del transporte para ayudar a la financiación.
Las Palmas de Gran Canaria fue un lugar de celebraciones el 12 de octubre de 1892, declarado por la regente María Cristina, en nombre de Alfonso XIII, Día de la Fiesta Nacional. También hubo celebraciones en febrero de 1893, con la llegada de la réplica de la Santa María y, tras su partida, con la llegada de las réplicas de la Niña y la Pinta, que se reunirían luego en Cuba para ir juntas a Estados Unidos. La Santa María estuvo los días 15, 16 y 17 de febrero en el Puerto de la Luz. Días después llegaron las réplicas de la Niña y la Pinta. Los últimos festejos relacionados con el IV Centenario tuvieron lugar el 24 de abril de 1893, con la llegada de la infanta Eulalia de Borbón y su esposo Antonio de Orleans en el barco Reina Cristina. Estos se dirigían a Estados Unidos.
Colón estuvo en Salamanca antes de realizar su primer viaje a América. En 1893 se inauguró el Monumento a Colón de esta ciudad, realizado por Eduardo Barrón.
España realizó una medalla conmemorativa que representaba a Cristóbal Colón con sus marineros en la Santa María en el anverso y a Colón recibido por los Reyes Católicos en el reverso. Esta medalla fue realizada por Bartolomé Maura y Montaner.
En 1892 el escritor José Zorrilla escribió su poema «Colón», donde elogiaba al almirante.

## Italia

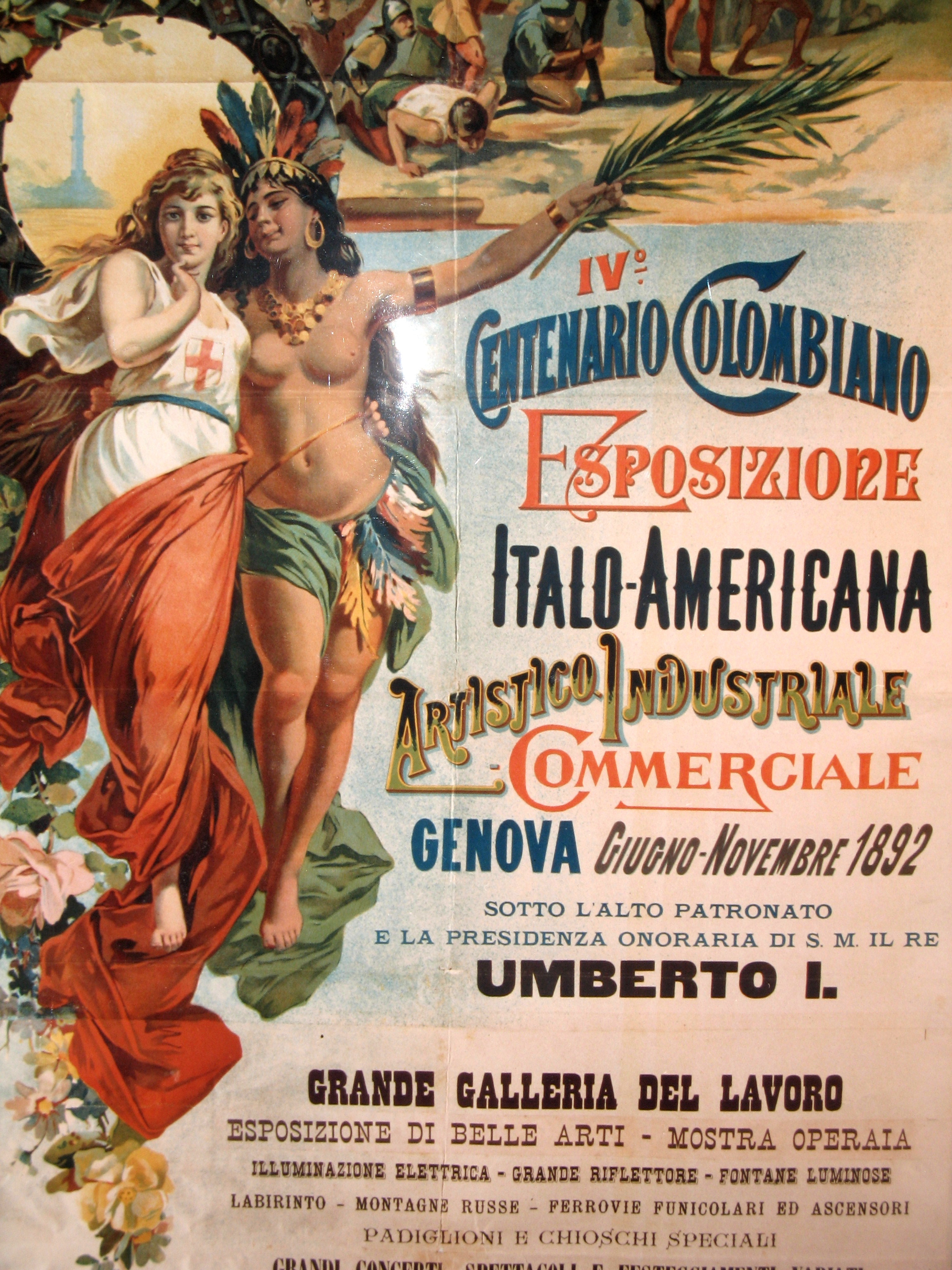
Cartel anunciador de la Exposición Italoamericana de Génova de 1892.

Cristóbal Colón ha sido considerado genovés por muchos historiadores. Por esto, pasó a ser un referente nacional.
La celebración de la Exposición Italoamericana de Génova se hizo a propuesta de la Sociedad Gimnástica Ligura Cristoforo Colombo (Società Ginnastica Ligure Cristoforo Colombo), con apoyo del komtur Enrico Cravero. Tuvo lugar entre el 10 de julio y el 4 de diciembre de 1892 en Génova. 
La sección de los Estados Unidos se inauguró el 4 de septiembre, en presencia del duque de Génova Tomás y su esposa Isabel, en representación de la casa real. El 8 de septiembre la exposición fue visitada por Humberto I y Margarita. El 9 de septiembre fueron acompañados por el primer ministro Giovanni Giolitti, algunos ministros y los presidentes del congreso y el senado.
Entre 1892 y 1893 la Real Comisión Colombina para el IV Centenario del Descubrimiento de América, italiana, publicó una colección de documentos (la Raccolta) sobre Colón.
En 1893 se publicó el drama Cristoforo Colombo: dramma lirico in tre atti ed un epilogo de Alberto Franchetti.

## Estados Unidos
La obra más conocida en el mundo anglosajón sobre el descubridor era Una historia de la vida y viajes de Cristóbal Colón, del neoyorkino Washington Irving, publicada en 1828. El autor estuvo en Andalucía entre 1828 y 1829 y visitó los Lugares Colombinos.
En 1891 se fundó en Nueva York el Círculo Colón-Cervantes, que tuvo como directivos al cónsul general de México y al cónsul de España en Estados Unidos. Se realizaron varias reuniones para conmemorar el IV Centenario del Descubrimiento de América. Propusieron la realización de un desfile con ambientación histórica, que fue apoyado por la comunidad italiana de la ciudad y desarrollado por el Ayuntamiento de Nueva York.
En Nueva York se organizó en 1892 la Semana Colombina, que finalizaba el 12 de octubre. Durante aquella semana la ciudad estuvo engalanada. Hubo un desfile de escolares con más de 25 000 niños. El río Hudson fue recorrido por un grupo de barcos de diversos países, habiendo enviado España el crucero Infanta Isabel. También hubo un espectáculo de fuegos artificiales en el Puente de Brooklyn.
El 12 de octubre de 1892 hubo un desfile militar de 50 000 hombres en Nueva York. Este fue contemplado desde una tribuna por el vicepresidente Levi P. Morton, el expresidente Grover Cleveland y representantes de España e Italia.
Posteriormente, el vicepresidente inauguró el Monumento a Cristóbal Colón de Columbus Circle.
Esa noche tuvo lugar el desfile con temática histórica. Este empezó con 5 000 ciclistas con faroles rojos y azules y, tras ellos, un grupo de indios. Luego había una sucesión de carrozas precedidas por heraldos. La primera carroza se llamaba El Carro de la Fama y consistía en un hemisferio occidental coronado por una figura alada con una trompeta, representando la Fama, en representación de los grandes triunfos alcanzados por América, Europa, Asia, África y Oceanía, que tenían símbolos alegóricos en las cuatro esquinas. La siguiente carroza se titulaba La Edad de Piedra, con figuras de los indios precolombinos y de la fauna americana. La carroza titulada El Carro de los Adoradores del Sol había una pirámide tolteca rodeada por indios que ofrecían cuencos con ofrendas y, tras ella, había grupos de indios aztecas, crows, pawnees, mohicanos, etcétera. Posteriormente iba otro grupo de ciclistas. Luego, bandas de música. Posteriormente, junto a indios hispanoamericanos, iban personas vestidas de Isabel la Católica, Cristóbal Colón, Juan Caboto, Américo Vespucio, Hernán Cortés, Francisco Pizarro, Juan Ponce de León, Henry Hudson y otros. Luego iba otra carroza, titulada El Carro de la Ciencia. A continuación iba a una representación de la carabela Santa María, seguida por personas vestidas de su tripulación y acompañados por hispanoamericanos residentes en Nueva York. Luego iban los puritanos, los colonos holandeses y los cuáqueros con William Penn. Tras estos iba una carroza titulada El Carro del Capitolio, rodeada por doncellas representando los estados del país. Tras esto iba el Carro de la Libertad, con figuras de Ulysses S. Grant y Abraham Lincoln. Finalmente, iba el Carro de Electra, con una figura de Thomas Edison domando a la electricidad, representada por una hidra. La Bolsa de Nueva York tuvo su propia carroza, titulada La Riqueza. Participaron un total de 14 carrozas.

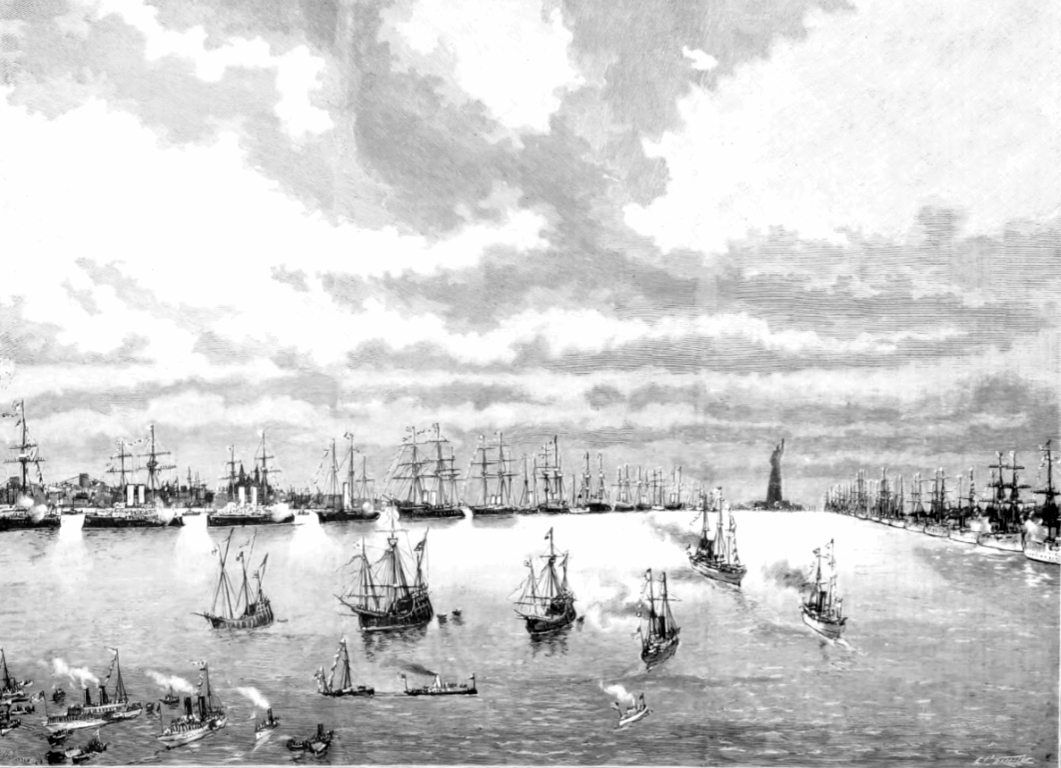
Revista Naval de Nueva York.

A finales de 1892 los Estados Unidos organizaron una Revista Naval en Nueva York. Para ello, invitaron a España, Portugal, Francia y otros países. A mediados de febrero partió la Santa María del Puerto de Cádiz, remolcada por el buque Isla de Cuba, y llegó a Las Palmas de Gran Canaria, desde donde fue, también a remolque del Isla de Cuba, a Tenerife. El 22 de febrero partió de Tenerife, sin ser remolcada, y llegó a vela el 30 de marzo a San Juan de Puerto Rico.
Pocos días después de la partida de la Santa María del Puerto de Cádiz, salieron del mismo puerto la Niña y la Pinta. Fueron remolcadas por los cruceros estadounidenses Newark y Bennington. Llegaron a Las Palmas de Gran Canaria y, de ahí, siguieron remolcadas hasta La Habana, donde debieron esperar a la Santa María.
A comienzos de marzo de 1893 partió del Puerto de Cádiz el barco Reina Regente y, poco después, partieron del mismo puerto el Infanta Isabel y el Nueva España. Los tres barcos debían esperar en La Habana la llegada de las réplicas de la Niña, la Pinta y la Santa María. Antes de su llegada, el 22 de marzo, el Gobierno de los Estados Unidos donó las réplicas de la Niña y la Pinta, costeadas por él, al Gobierno de España. La entrega fue formalizada a bordo de la Pinta por el comandante del crucero Newark, Silas Casey, y el comandante del crucero Infanta Isabel, Juan García de la Vega, que fue delegado por el comandante general del Apostadero de La Habana. La Santa María llegó a La Habana a comienzos de abril. Al llegar, se realizaron una serie de celebraciones. Una de ellas fue la celebración de una misa en el lugar donde Colón había organizado la primera misa a su llegada a Cuba. Reunida toda la flota, partieron hacia Nueva York. Las tres carabelas fueron remolcadas por el Reina Regente, el Infanta Isabel y el Nueva España. La Revista Naval ya estaba completa a finales de abril. El presidente Cleveland visitó a las escuadras reunidas en el Puerto de Nueva York. Las tres carabelas estuvieron en esta ciudad hasta junio. Luego fueron remolcadas, la Niña por el Chicago, la Pinta por el Bennington y la Santa María por el Newark, por el río San Lorenzo y los Grandes Lagos, hasta la Exposición Mundial Colombina de Chicago, a la que llegaron en julio de 1893.
El gobierno invitó al duque de Veragua, por ser descendiente de Cristóbal Colón. El duque y su esposa fueron de España a Gran Bretaña, donde embarcaron en Southampton el 8 de abril en el barco SS City of New York a la ciudad de Nueva York. El Ayuntamiento declaró al duque hijo adoptivo de la ciudad  y ofreció en su honor una recepción oficial en la Salón de Gobernadores del Consistorio. Luego, fueron recibidos en Washington D. C. por el presidente Cleveland. Luego regresó a Nueva York para estar presente en la Revista Naval. Allí estuvo acompañado por el general John McAllister Schofield, el contraalmirante George Belknap, el comandante Dickins y el embajador español Emilio de Muruaga y Vildósola. La Cámara de Comercio, la Sociedad Histórica de Nueva York y la Sociedad Geográfica Americana ofrecieron una recepción en el salón de baile del Hotel Waldorf Astoria, donde se alojaban. Después, fueron a la inauguración de la Exposición Mundial Colombina de Chicago, a la que fueron invitados.
La infanta Eulalia y su esposo Antonio, acompañados por el IV duque de Tamames y varios militares del Ejército de Tierra y de la Armada Española, fueron a Estados Unidos en representación de España. Partieron en mayo de 1893 en el barco Reina Cristina de Santander, pasaron por Las Palmas de Gran Canaria y Tenerife y luego fueron a Puerto Rico y a La Habana. De ahí, fueron a Nueva York, donde transbordaron al barco Delphin, de la Armada de los Estados Unidos, que los condujo a tierra. Desde allí fueron, acompañados por el comandante del Delphin, a la Casa Blanca, en Washington D. C., donde fueron recibidos por el presidente Cleveland. Permanecieron varios días en Washington D. C. y asistieron a un banquete dado por el presidente en la Casa Blanca. Los infantes dieron una recepción al cuerpo diplomático español. Posteriormente fueron a la embajada de Gran Bretaña, a un baile en honor del cumpleaños de la reina Victoria. El 25 de mayo fueron despedidos por los diplomáticos españoles y tomaron un tren a Jersey City, Nueva Jersey. Allí fueron recibidos por los comandantes de los barcos españoles que estaban en Nueva York y por un gran público. Luego la infanta y su esposo embarcaron en un barco de vapor y, atravesando el río Hudson, llegaron a Nueva York. Al desembarcar fueron en coches de caballos, escoltados por un regimiento de caballería, al Hotel Savoy, donde estaban en alcalde, varios concejales y un grupo de ciudadanos que les dieron la bienvenida. En Nueva York acudieron el 26 de mayo a una fiesta para recaudar fondos para un monumento a Isabel la Católica y, posteriormente, fueron a otra fiesta en del Círculo Colón-Cervantes. A principios de junio fueron en tren a la Exposición Universal de Chicago.
La Sociedad Genealógica y Biográfica de Nueva York puso un Monumento a Colón en Central Park. Fue inaugurado en 1894 por el vicepresidente Adlai E. Stevenson I.

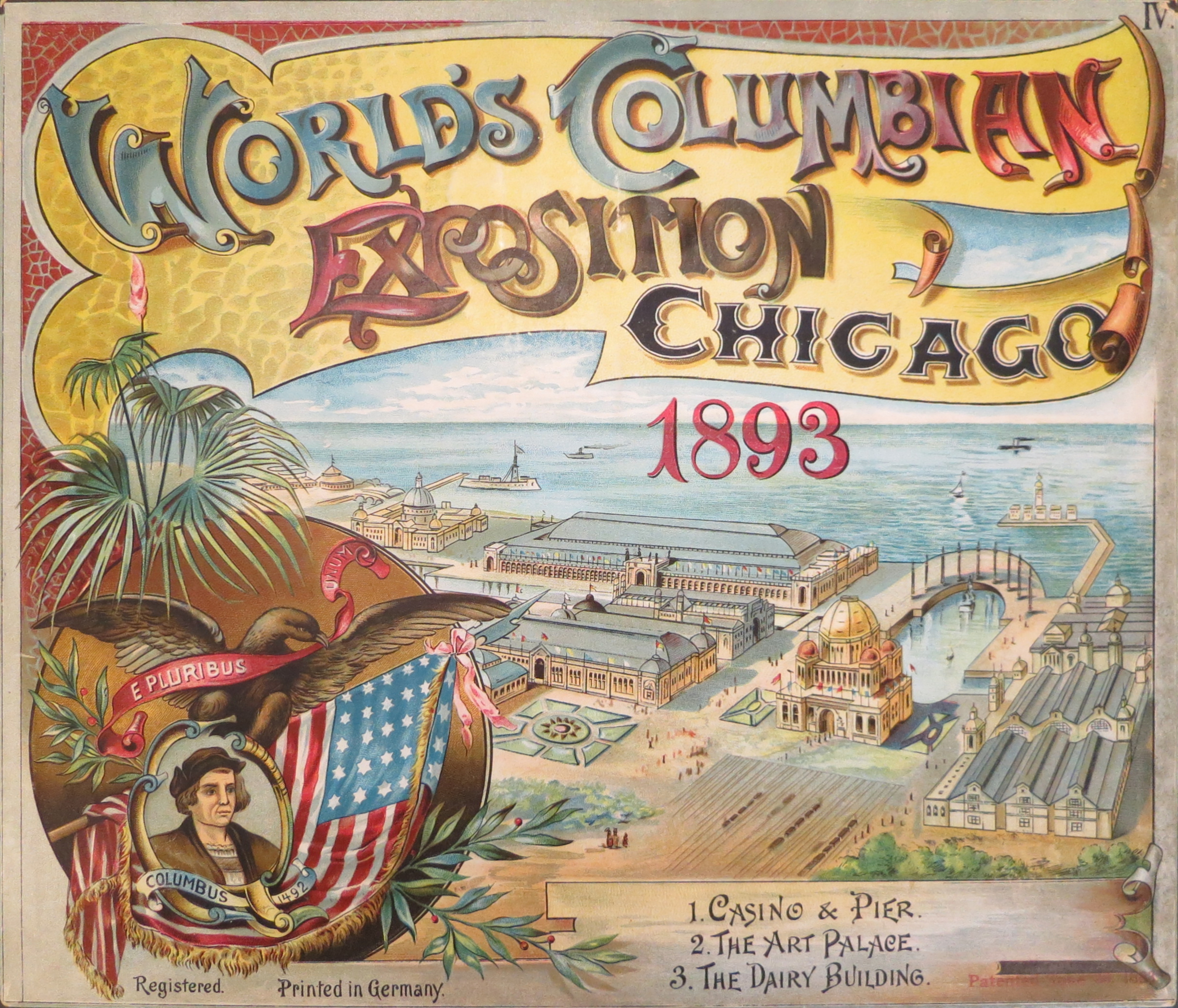
Cartel de la Exposición Mundial Colombina de Chicago.

Los actos celebrados en Estados Unidos sobre el IV Centenario se centraron principalmente en la Exposición Mundial Colombina (World's Columbian Exposition) de Chicago, un año después del centenario. Tuvieron pabellones diversos países y estados de Estados Unidos, además de haber edificios dedicados a diversos temas, como la artesanía, el sector industrial eléctrico y los derechos de la mujer. El recinto de la feria, de arquitectura Beaux Arts, tuvo grandes influencias en la arquitectura y el arte de Chicago. Participaron 51 países. El recinto tenía 256 hectáreas. Tuvo 27 529 400 visitantes.

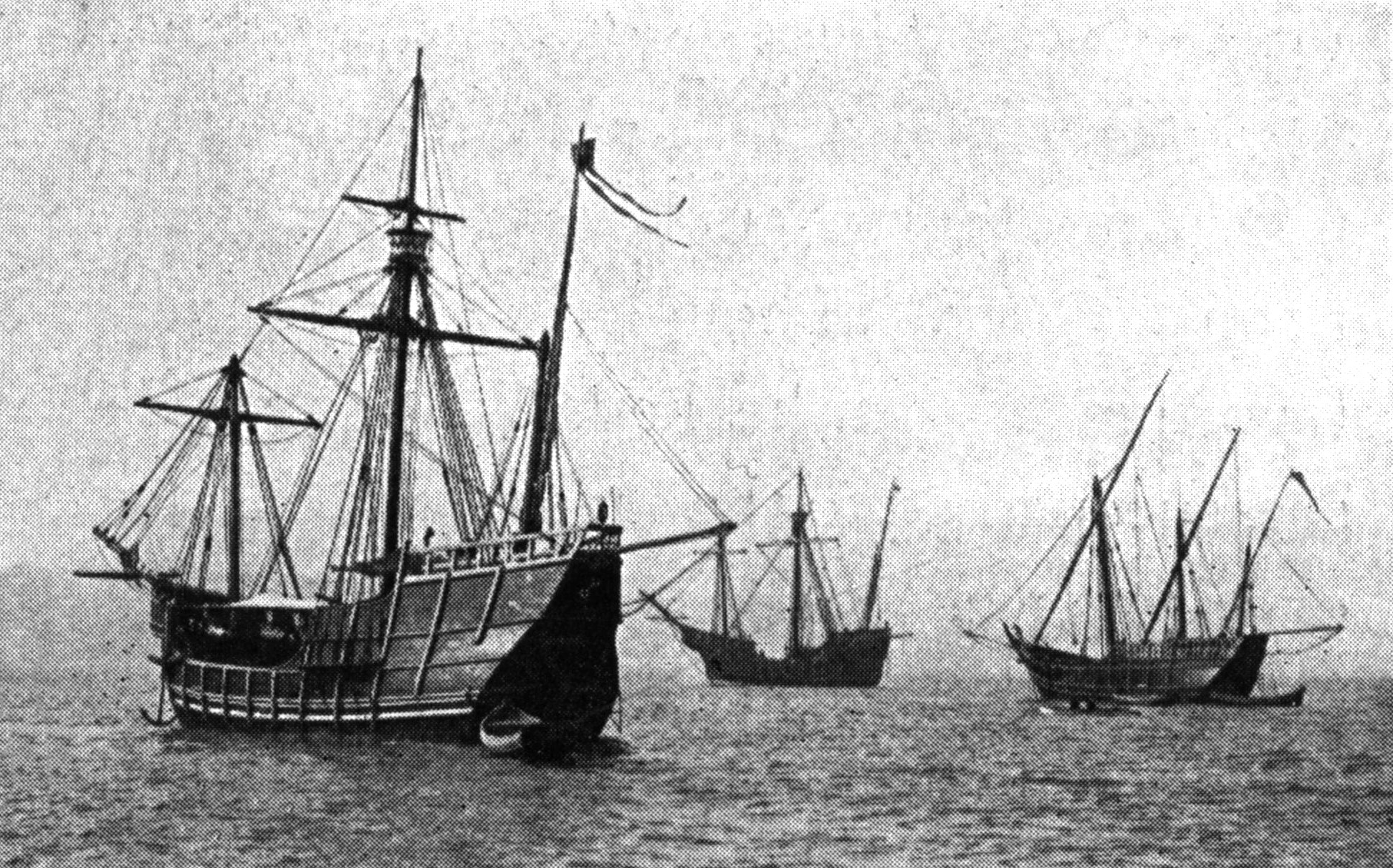
Réplicas de las carabelas durante la Exposición de Chicago de 1893.

En 12 de octubre de 1876 se había inaugurado el Monumento a Colón en Filadelfia, donado por italoestadounidenses en el I Centenario de la Independencia de los Estados Unidos. En 1892 se inauguró el Monumento a Colón de Scranton. Numerosas ciudades, condados, y calles que habían tomado su nombre en honor al navegante, incluyendo las capitales de dos Estados estadounidenses (Columbus, de Ohio y Columbia, de Carolina del Sur), celebraron el cuatricentenario. Asimismo el presidente Benjamin Harrison apeló a los ciudadanos americanos a celebrar el Día de Colón y muchos profesores, predicadores, poetas y políticos señalaron ese día para mostrar ideales de patriotismo. Estos actos patrióticos fueron enmarcados alrededor de temas como el apoyo a la guerra, la importancia de la lealtad a la Nación y la celebración del progreso social. Finalmente el 12 de octubre, se recita por primera vez el Juramento de Lealtad escrito por el ministro baptista Francis Bellamy en todas las escuelas públicas cuya primera versión decía:

Juro lealtad a mi bandera y la República que representa, una nación indivisible con libertad y justicia para todos.

Estados Unidos emitió una serie de 16 sellos, los Colombinos, para conmemorar el IV Centenario del Descubrimiento de América.

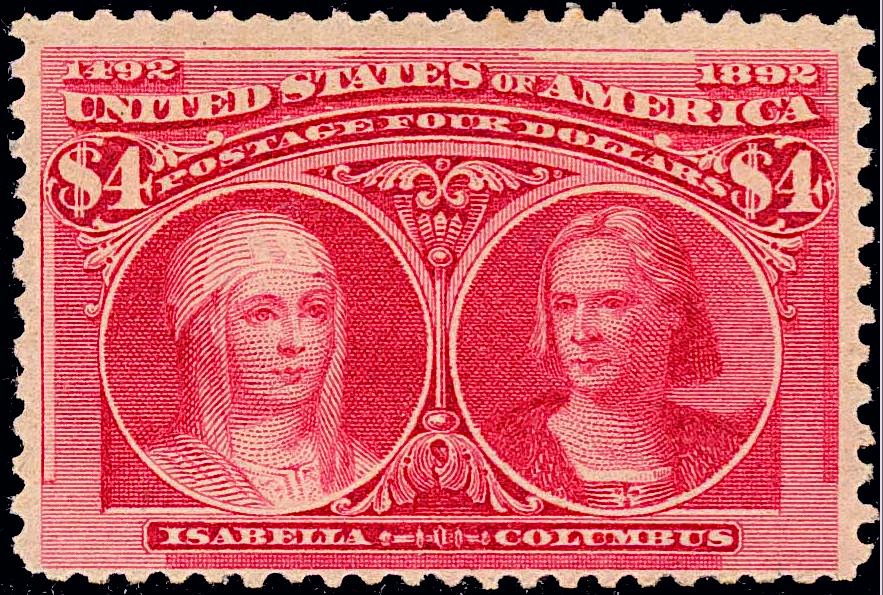
Sello de 4 $. Isabel y Colón. Fue el primer sello de Estados Unidos con el retrato de una mujer. El siguiente con una mujer representaba a Martha Washington y se emitió en 1902.
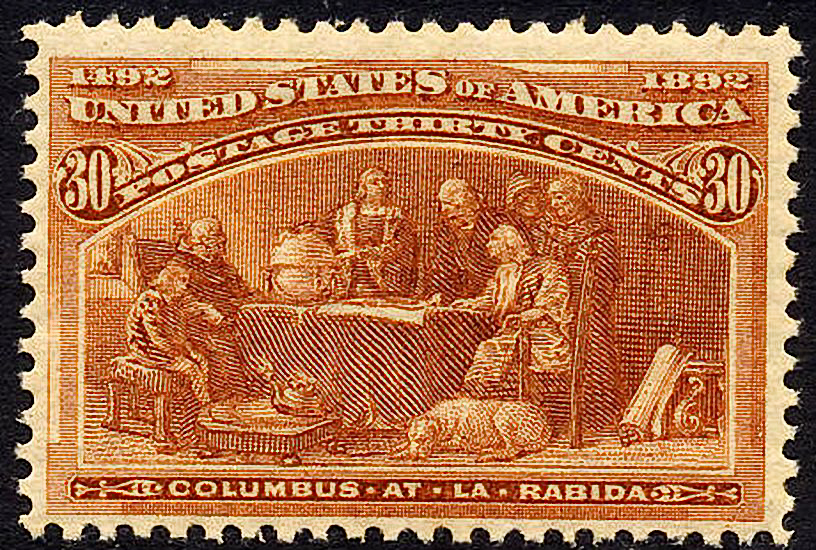
Sello de 3 ¢. Colón en La Rábida.
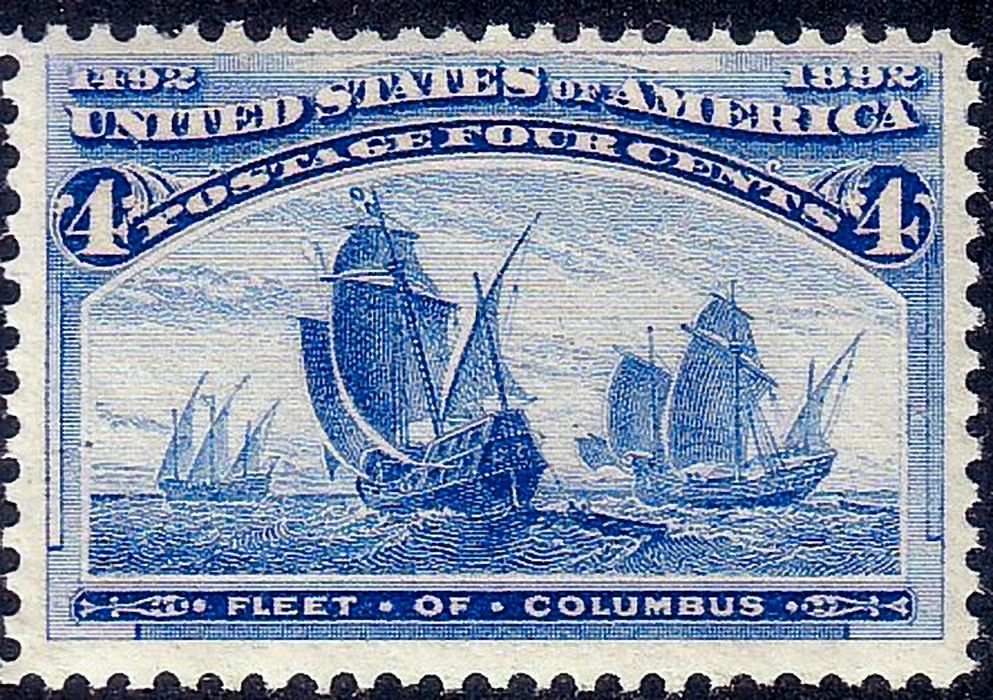
Sello de 4 ¢. Flota de Colón.
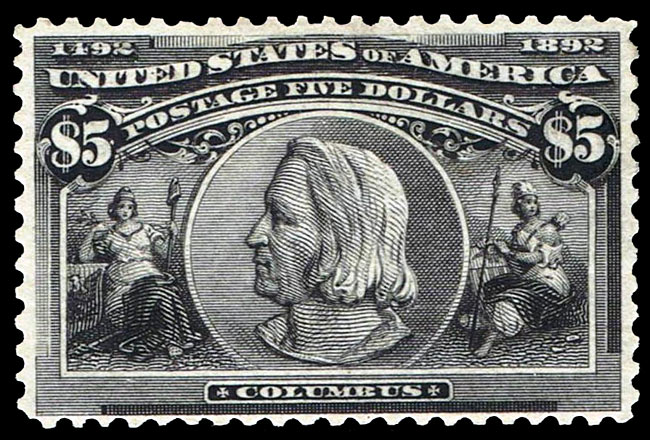
Sello de 5 $. Colón.

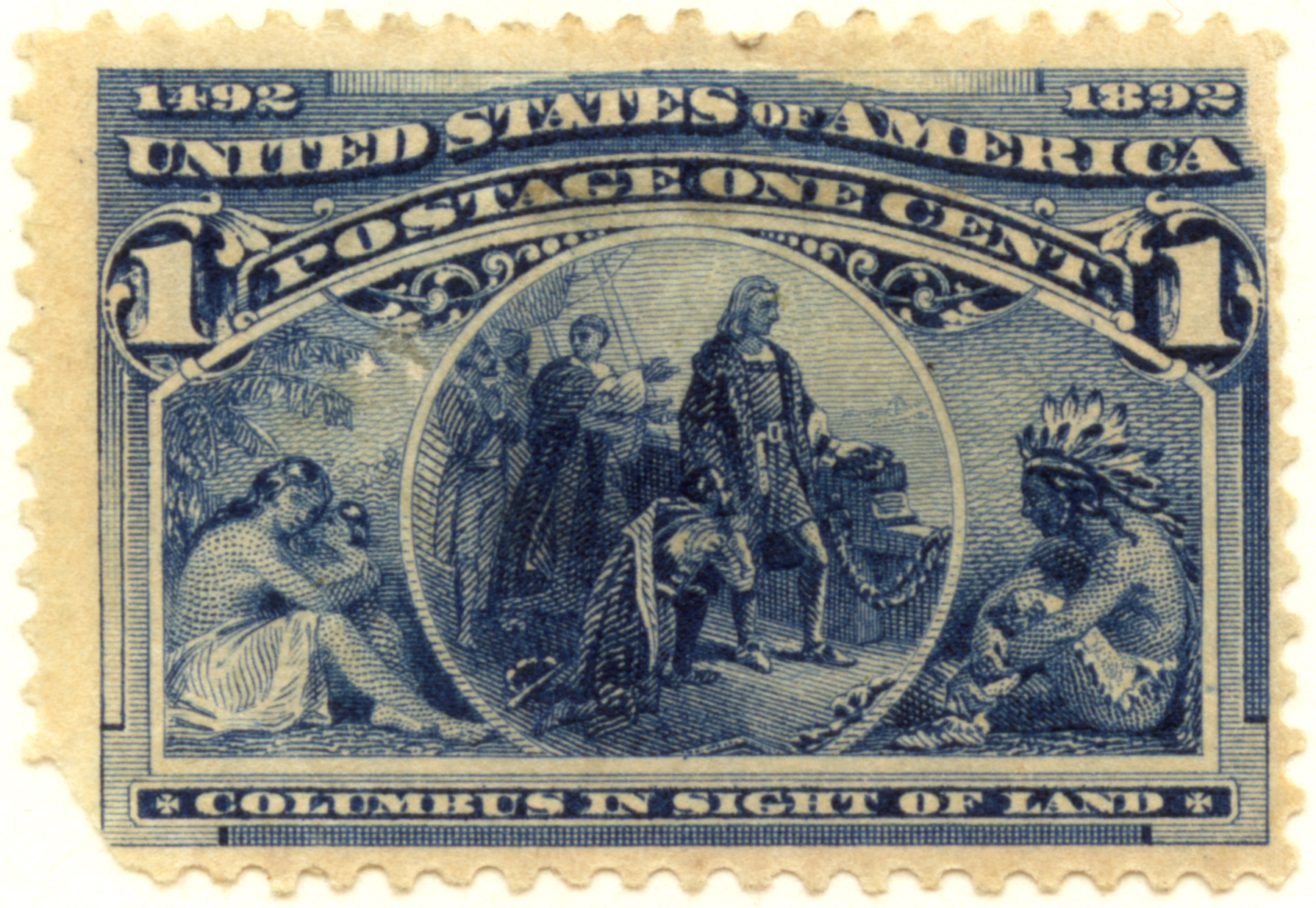
Sello de 1 ¢. Colón avista tierra.
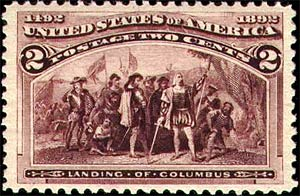
Sello de 2 ¢. El desembarco de Colón.
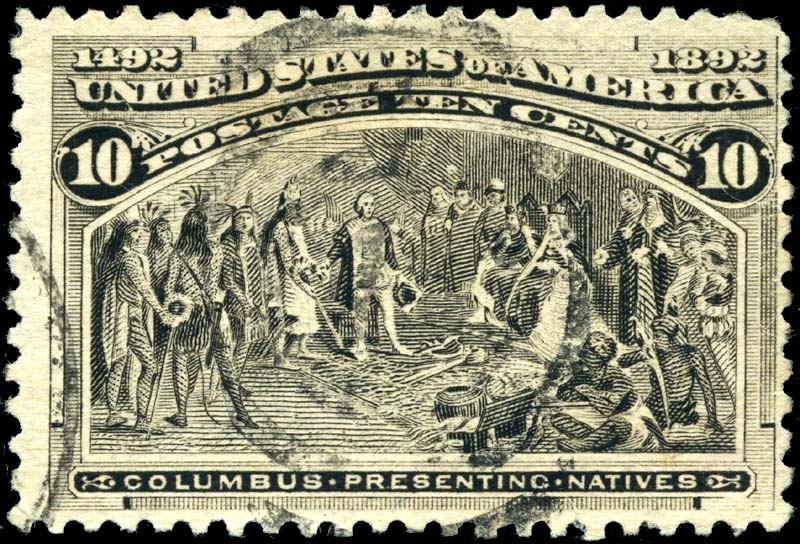
Sello de 10 ¢. Colón presentándose ante los nativos.
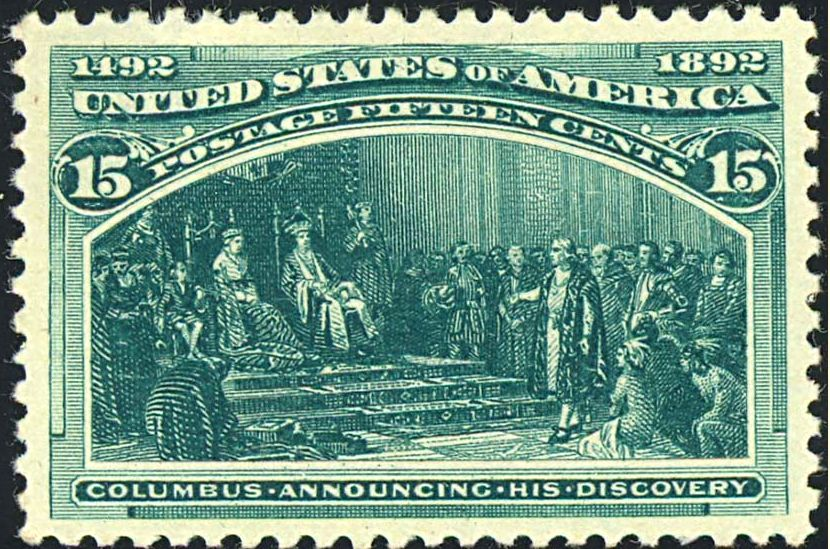
Sello de 15 ¢. Colón anunciando su descubrimiento.

Además, Estados Unidos acuñó la moneda de medio dólar Colombina.

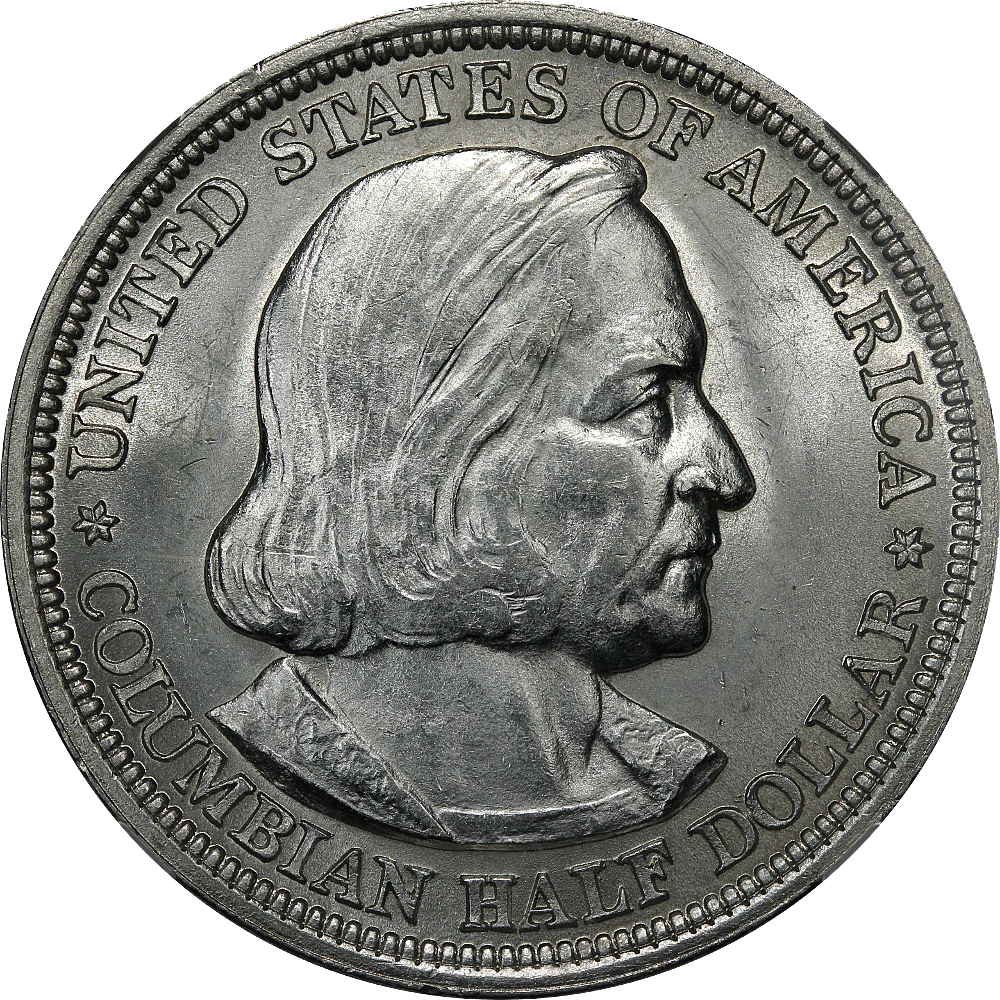
Anverso de la moneda.
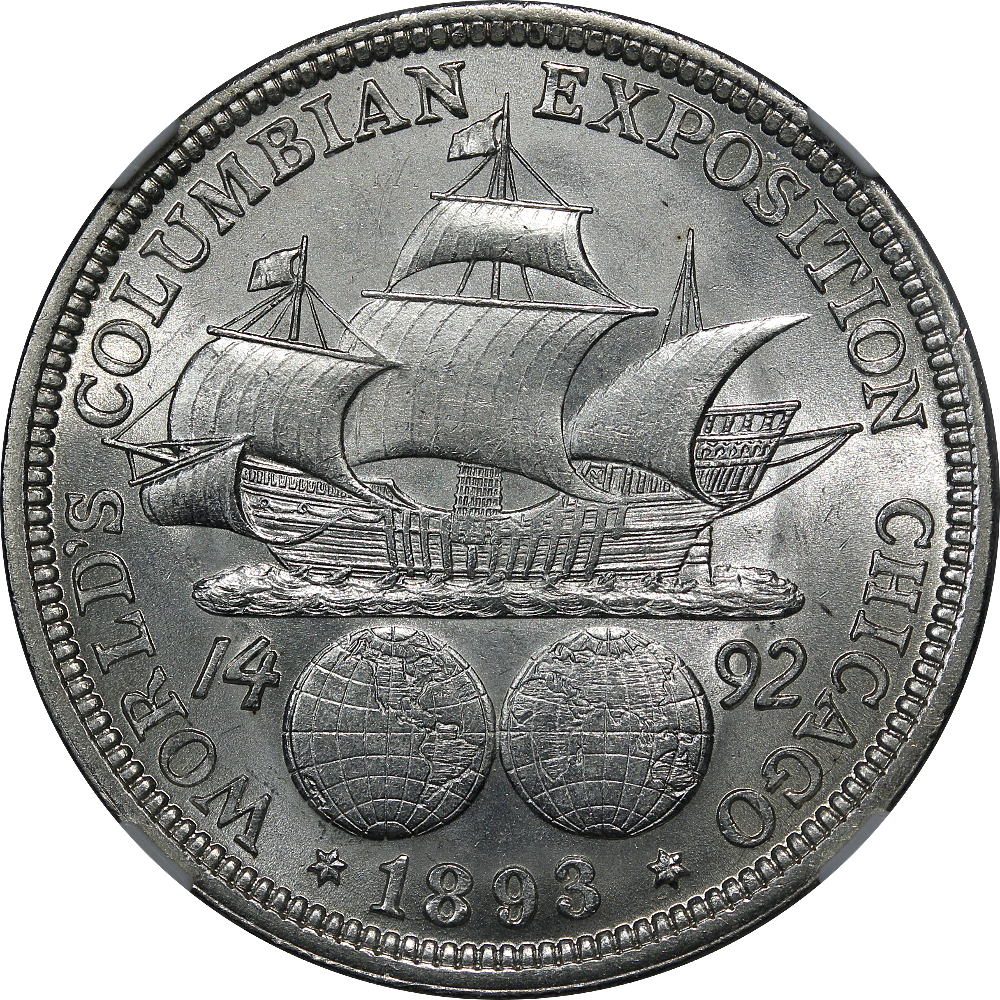
Reverso de la moneda.

En 1893 J. Schaefer publicó en Nueva York el drama Cristoph Columbus. Ein Drama ein sechs Aufzugen fur Volksschulen, escrito por Mary Huntmann y traducido al alemán por John W. Schwinn.

## Hispanoamérica

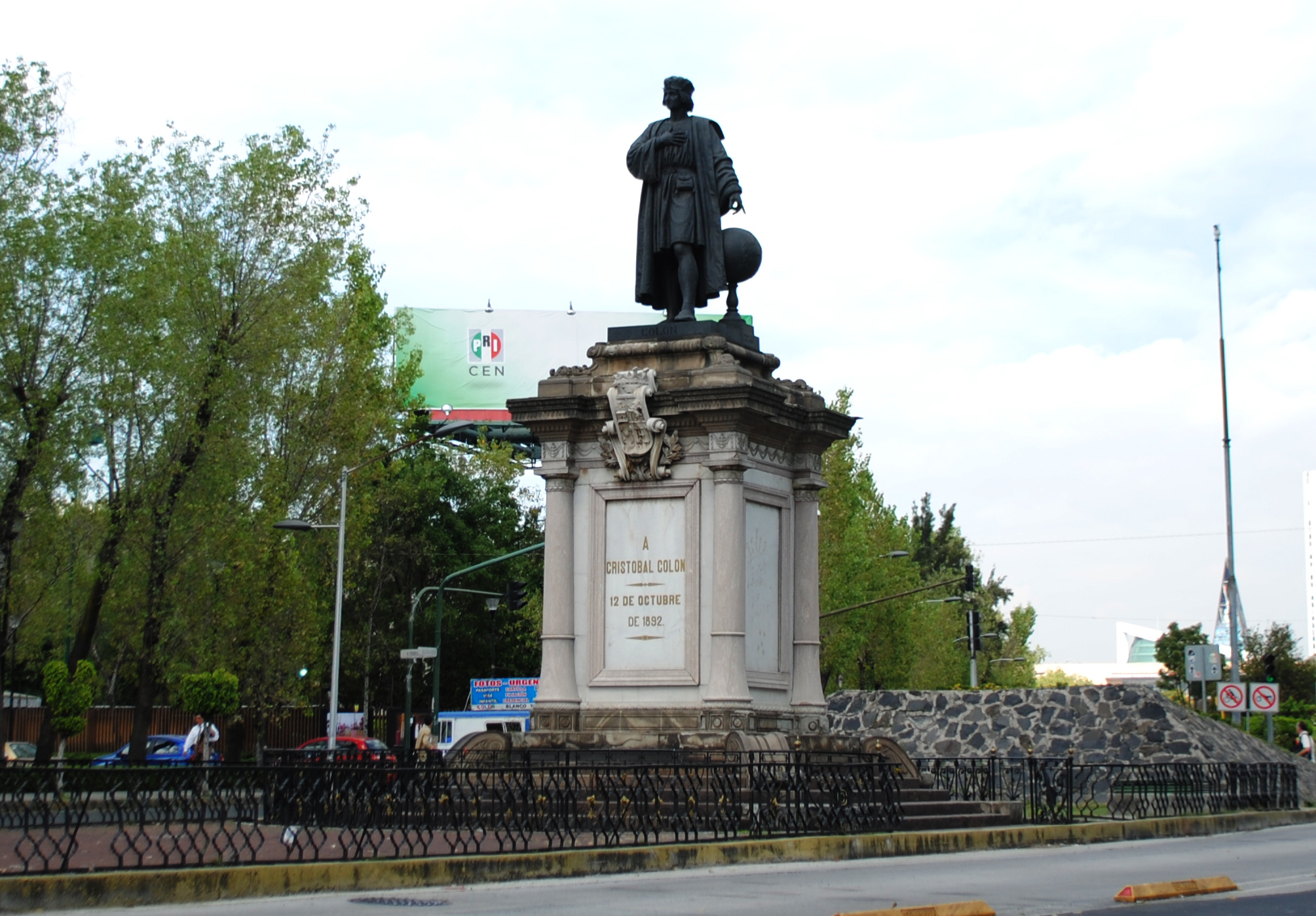
Monumento a Colón en Buenavista, Ciudad de México.

Respecto a los países de habla hispana la mayor parte de estos decidieron sumarse a las celebraciones españolas. Así, numerosos Estados hispanoamericanos enviaron colaboradores y embajadores a España para participar en las celebraciones. Particularmente significativo fue el hecho por el que el gobierno de Nicaragua enviara al poeta Rubén Darío a Madrid para acudir a las conmemoraciones en la capital.
En 1877 se inauguró un Monumento a Cristóbal Colón en el Paseo de la Reforma de Ciudad de México. El 12 de octubre de 1892 se inauguró el Monumento a Colón del barrio de Buenavista de esta ciudad.
La primera representación de Colón en Cuba es el busto del almirante de 1827 que se encuentra en El Templete de La Habana. En 1862 se realizó la estatua de mármol de Phillipe Garbeille del Palacio de los Capitanes Generales de La Habana. Ese mismo año el valenciano José Piquer realizó la estatua de bronce de Cárdenas. En 1866 se realizó la estatua de Colón de Matanzas. Pero el mayor monumento de Cuba dedicado a Colón fue realizado entre 1892 y 1893 en el Parque de la Libertad de la ciudad de Colón. El monumento tiene un pedestal octogonal, sobre el que se encuentra una estatua de bronce de Colón realizada por el escultor Miguel Melero. En 1892 se situó en Bayamo un busto de Colón de barro pintado de blanco. Ese año el Ayuntamiento de Cienfuegos adquirió un busto de Colón de la escultora madrileña Guillermina Lázaro.
En 1892 el gobierno de Nicaragua envió a Madrid al exministro Fulgencio Mayorga y al poeta Rubén Darío para participar en las celebraciones del IV Centenario. Rubén Darío escribió ese año el poema «A Colón», donde se lamentaba de la situación del continente americano, y el poema «Mensajero sublime» donde elogiaba a Colón.